# هوول (میشیگان)
هوول، میشیگان (به انگلیسی: Howell, Michigan) یک شهر در ایالات متحده آمریکا با جمعیت ۹٬۴۸۹ نفر است که در میشیگان واقع شده‌است.

## موقعیت جغرافیایی
موقعیت جغرافیایی شهرها و مناطق اطراف به شرح زیر است:

## نگارخانه

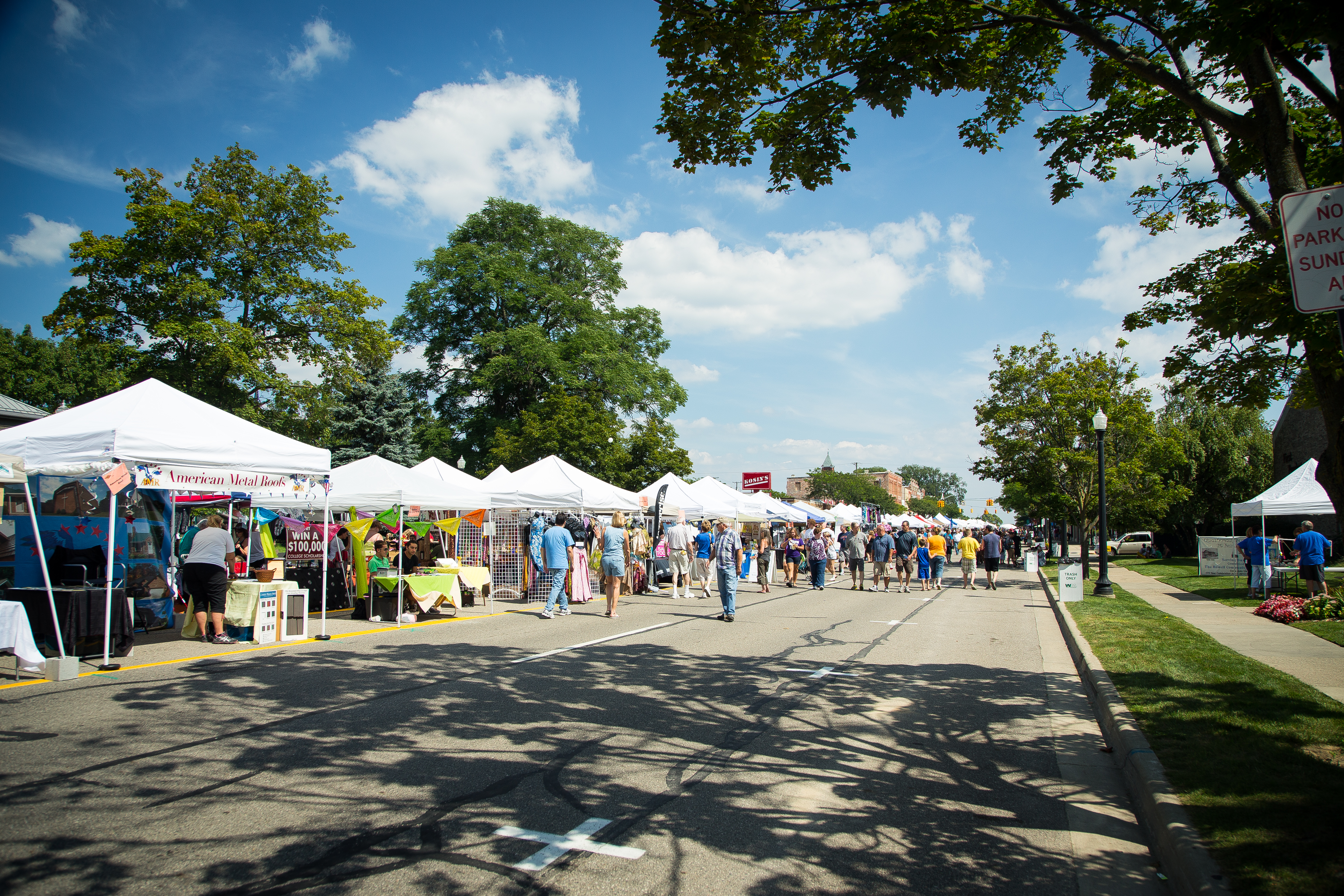
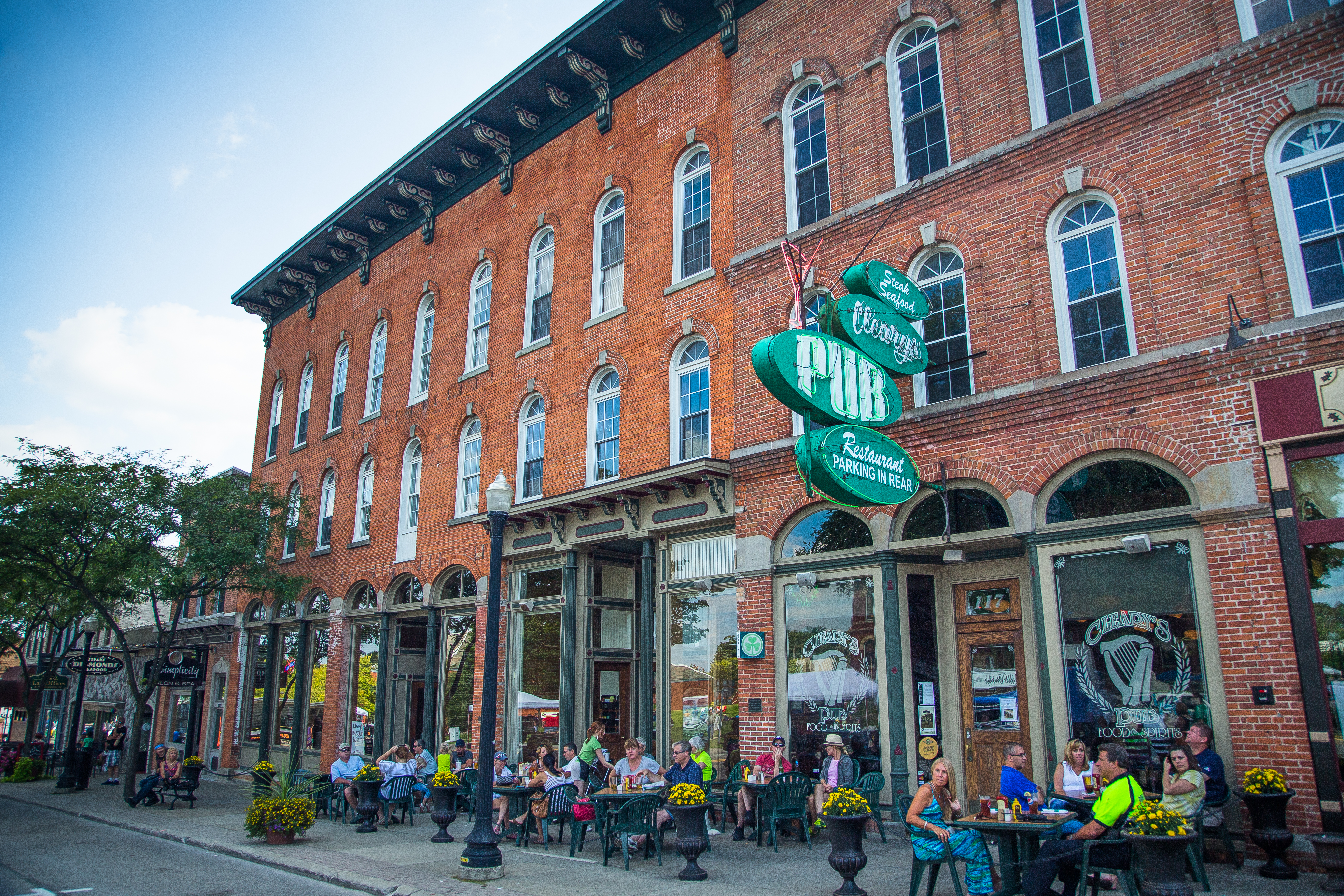
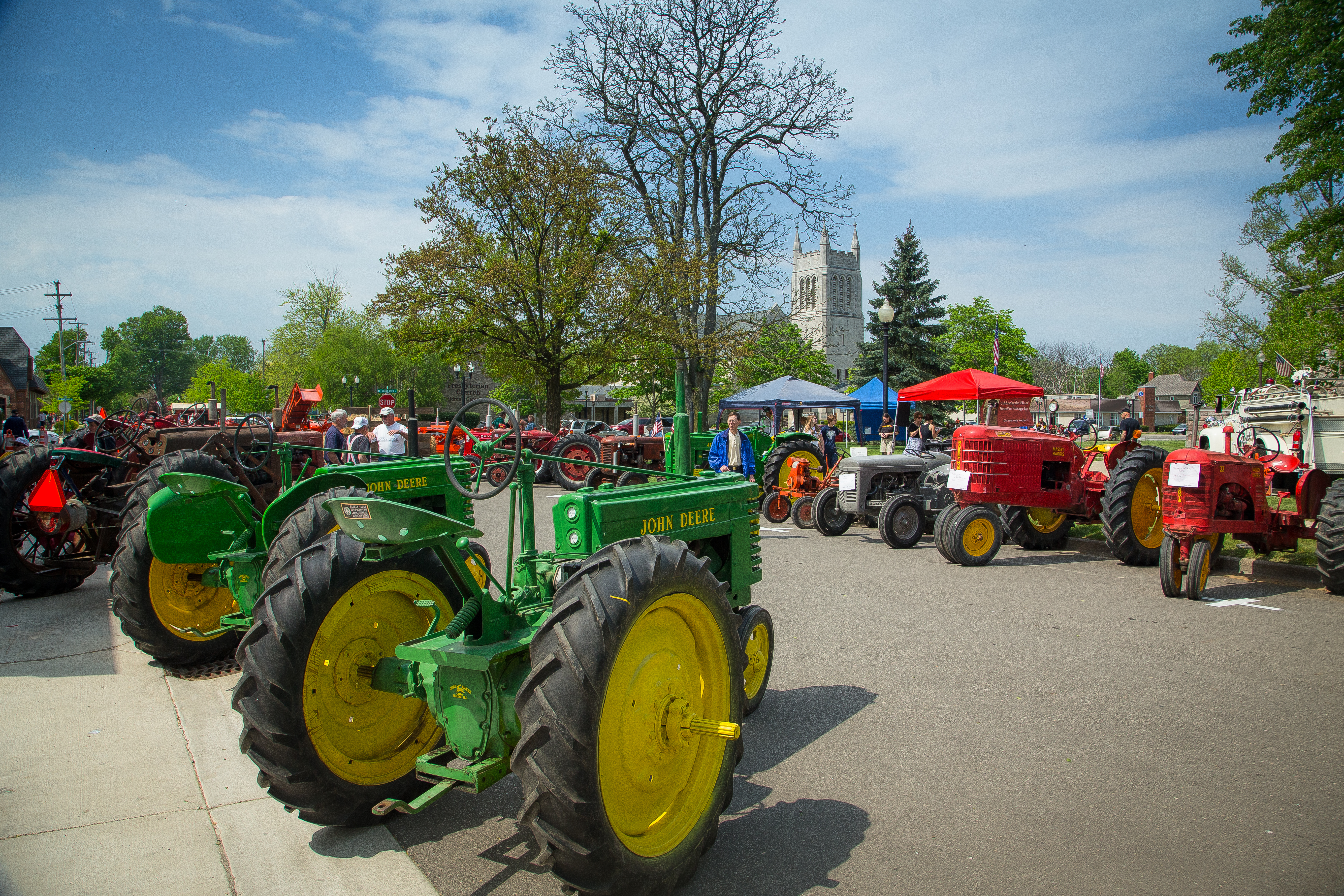
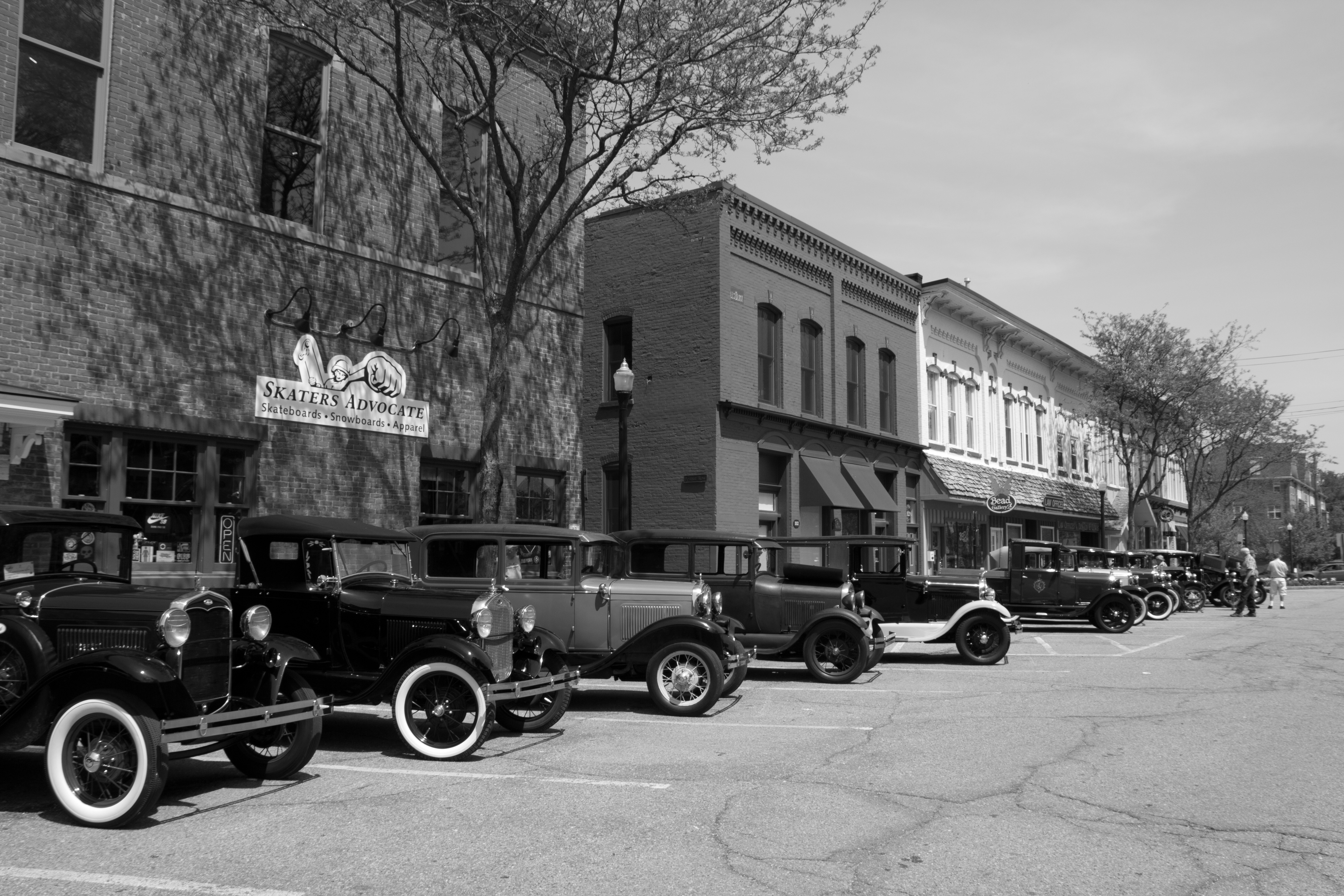
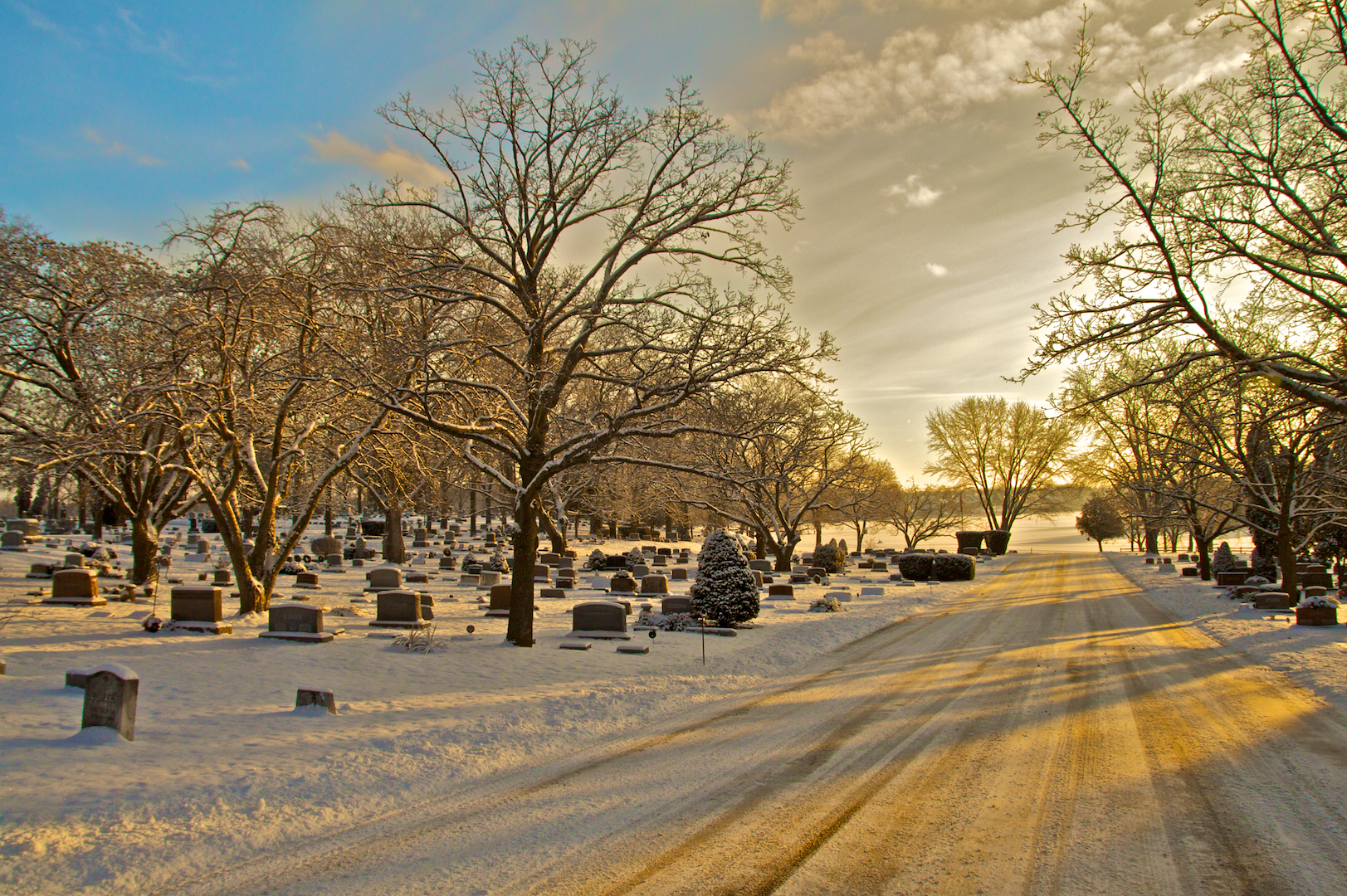
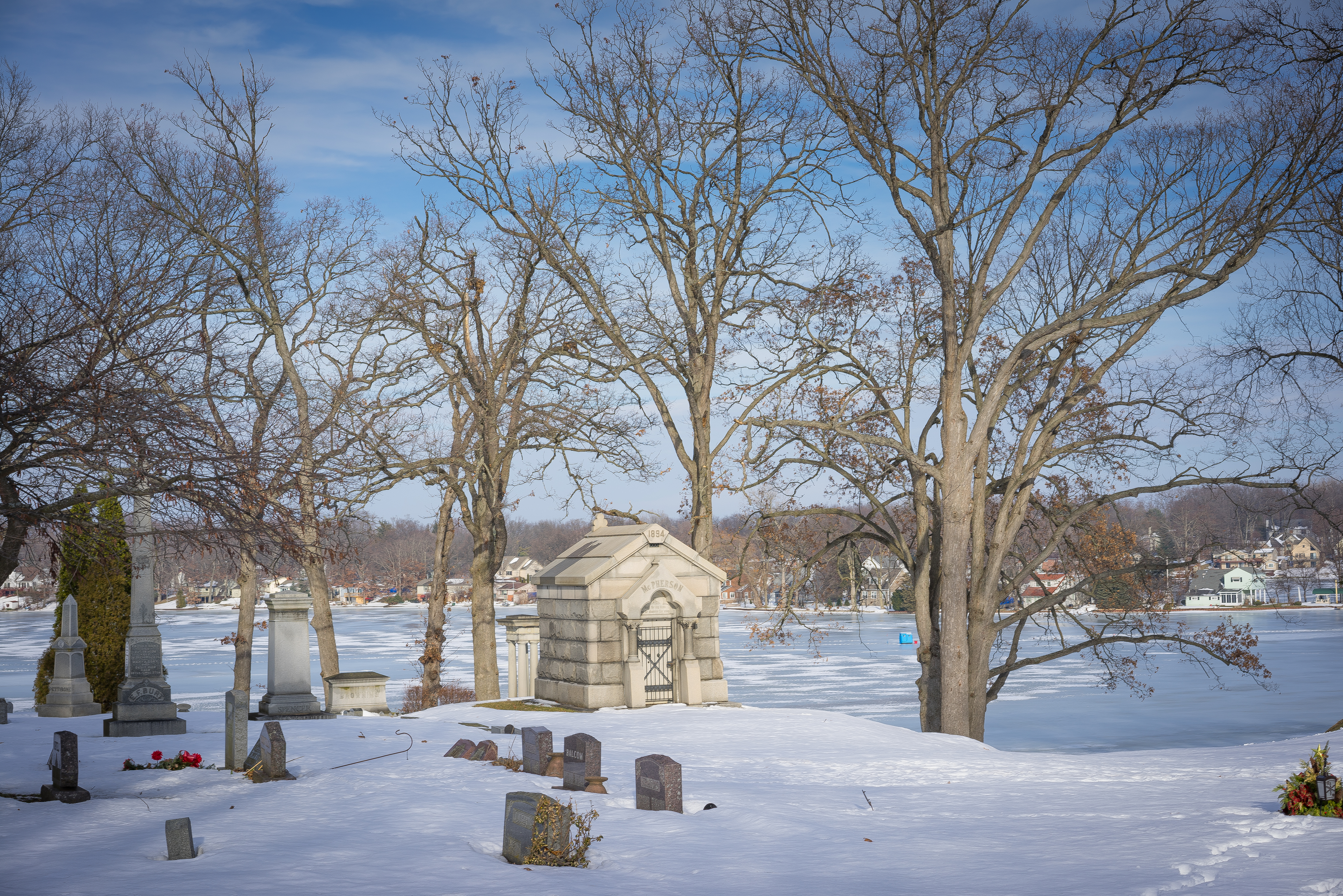
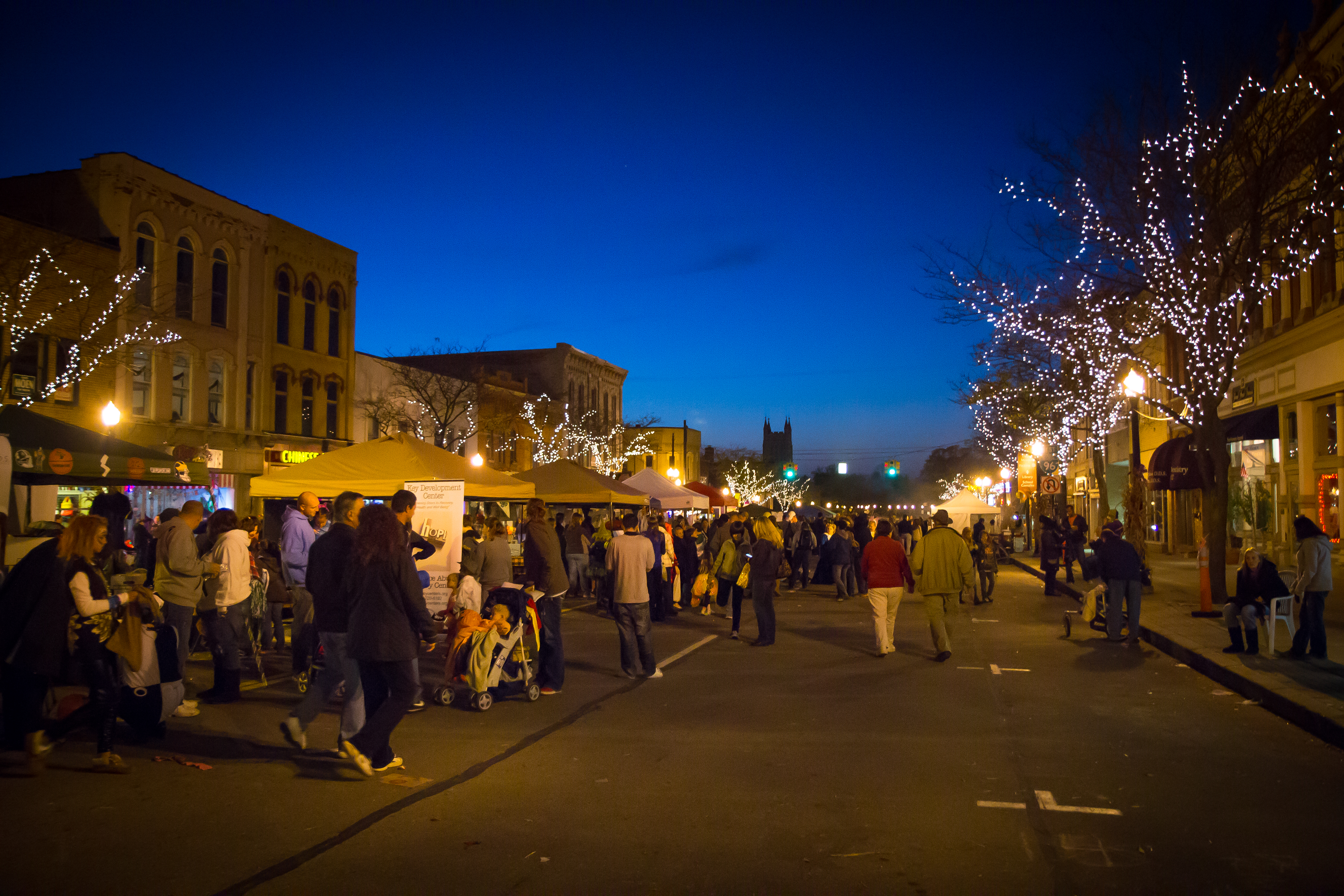
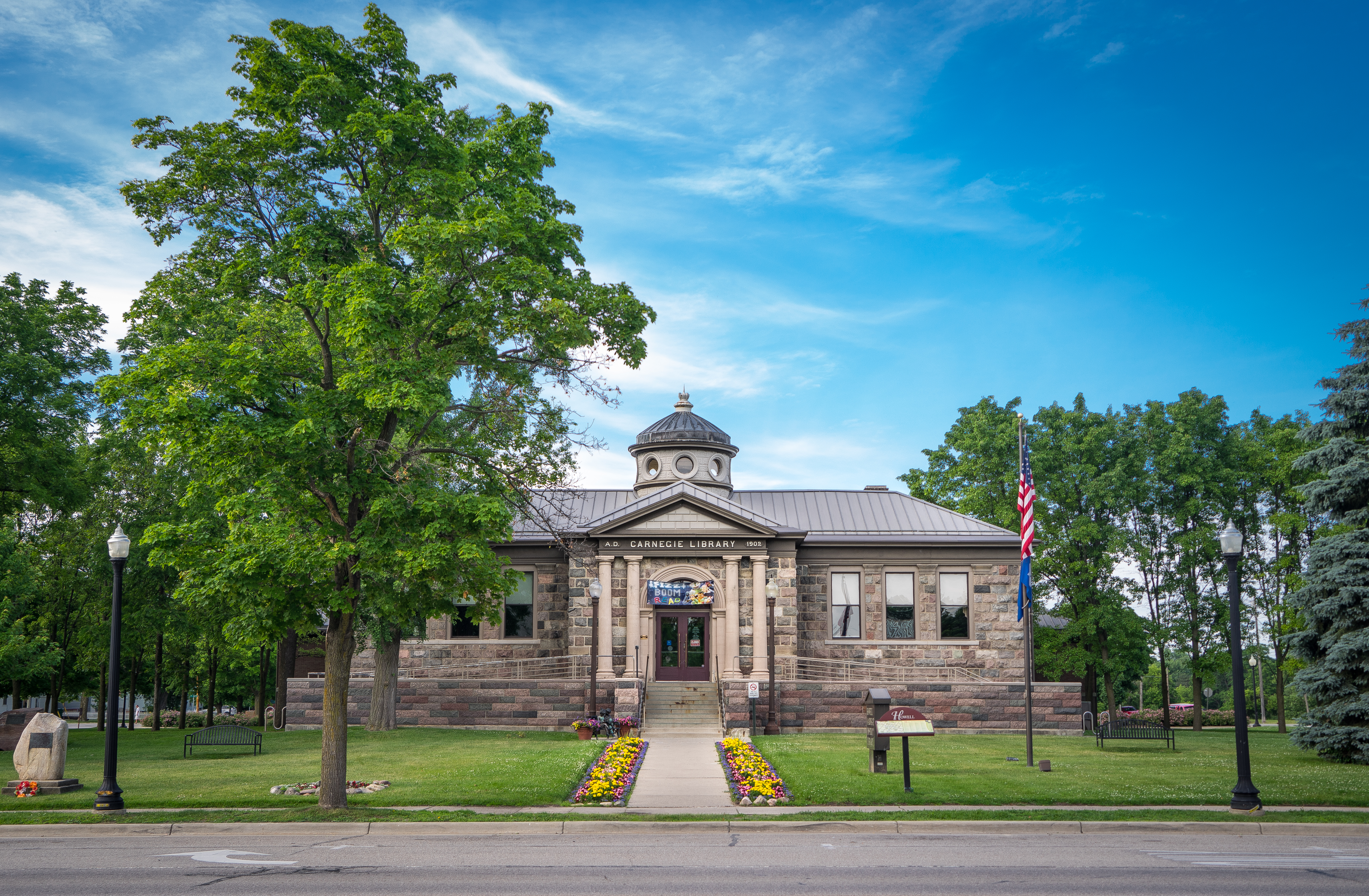
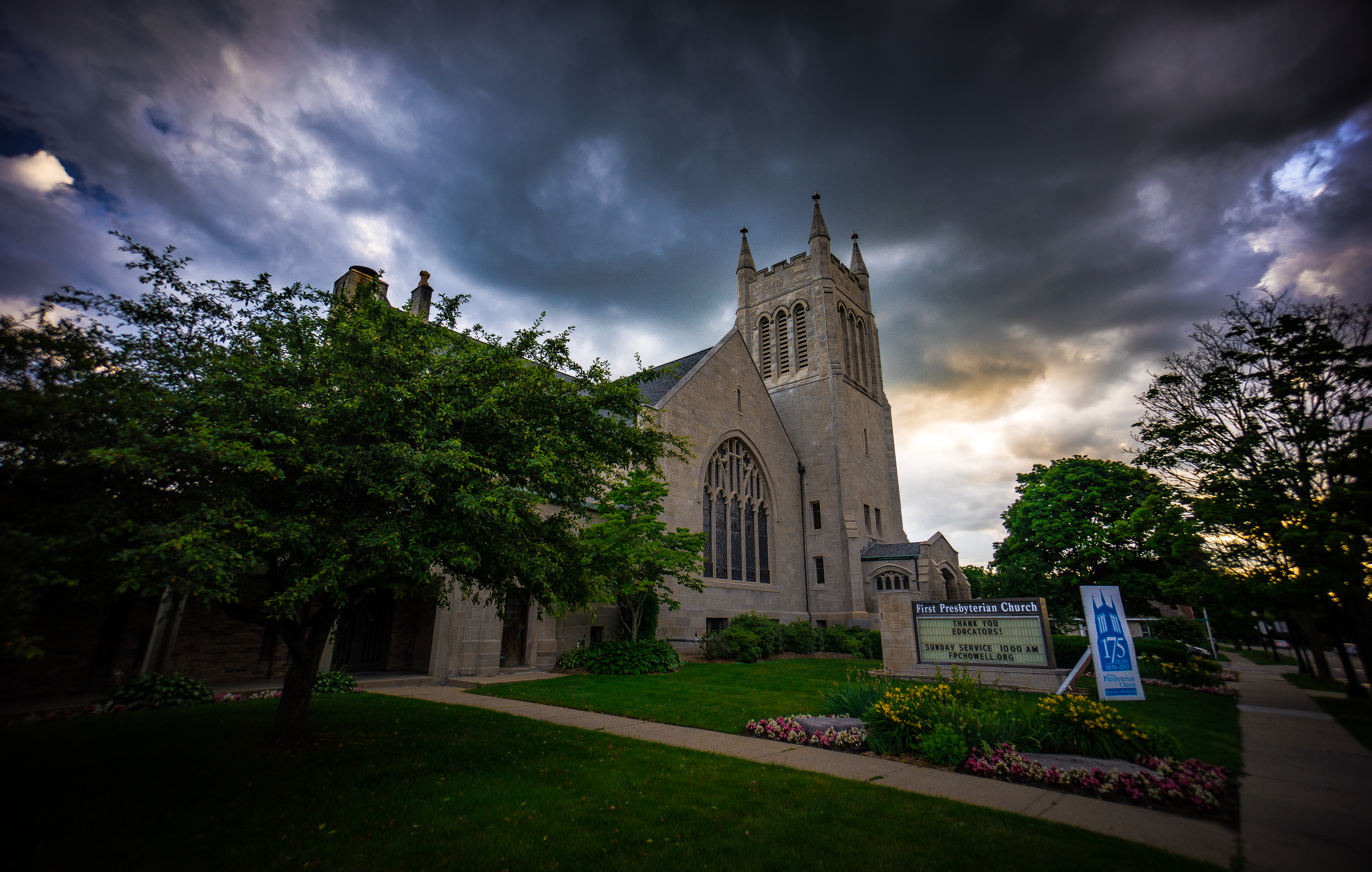
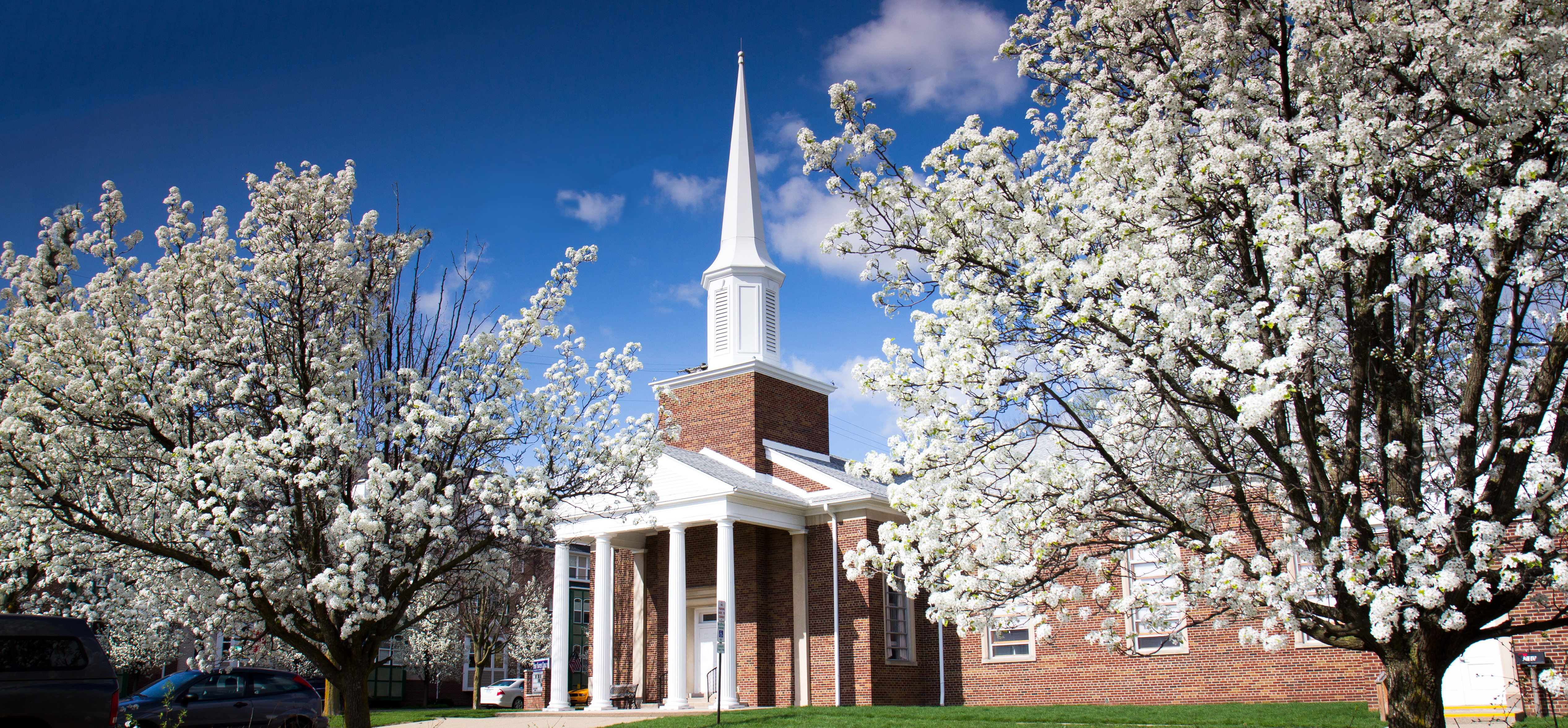
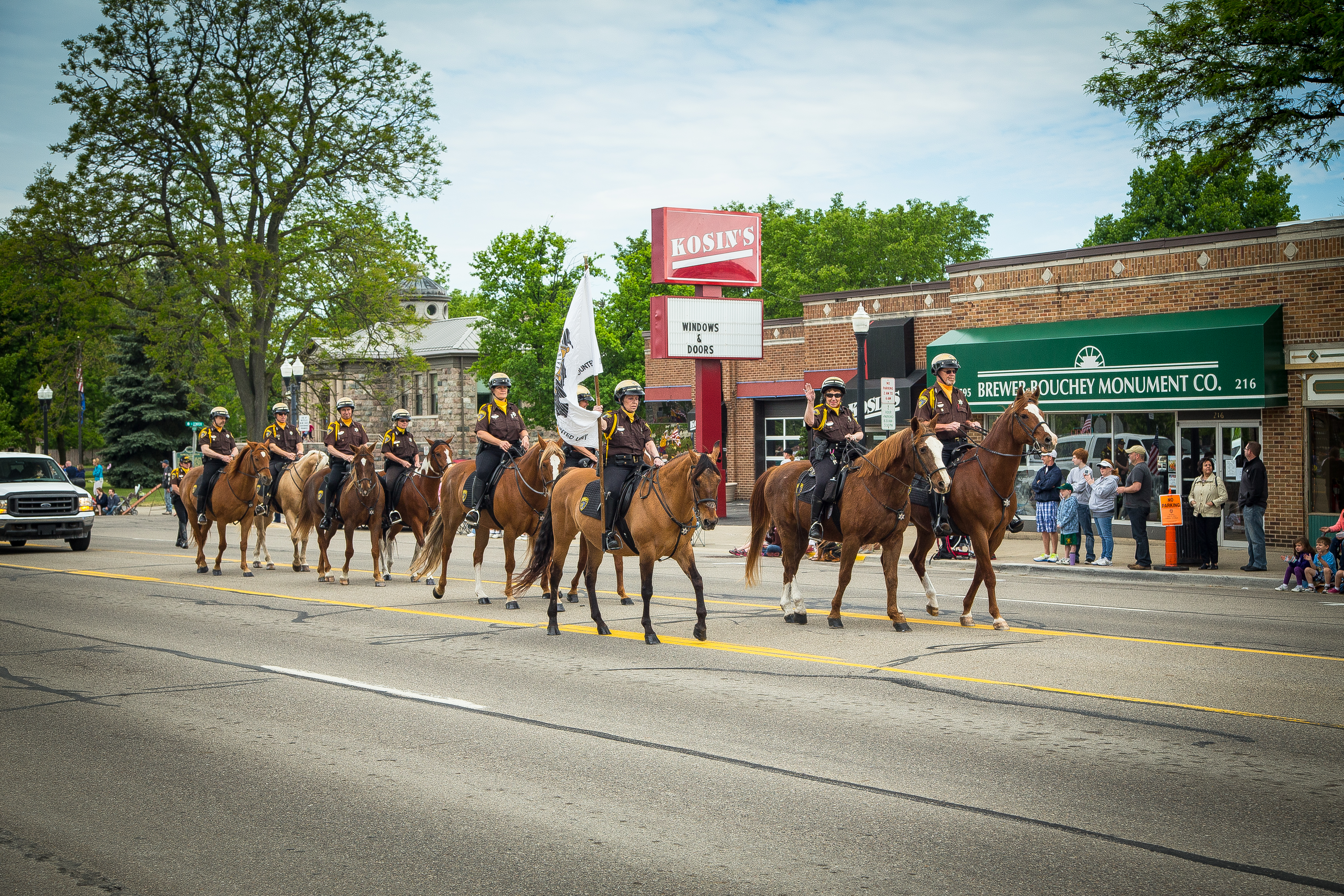
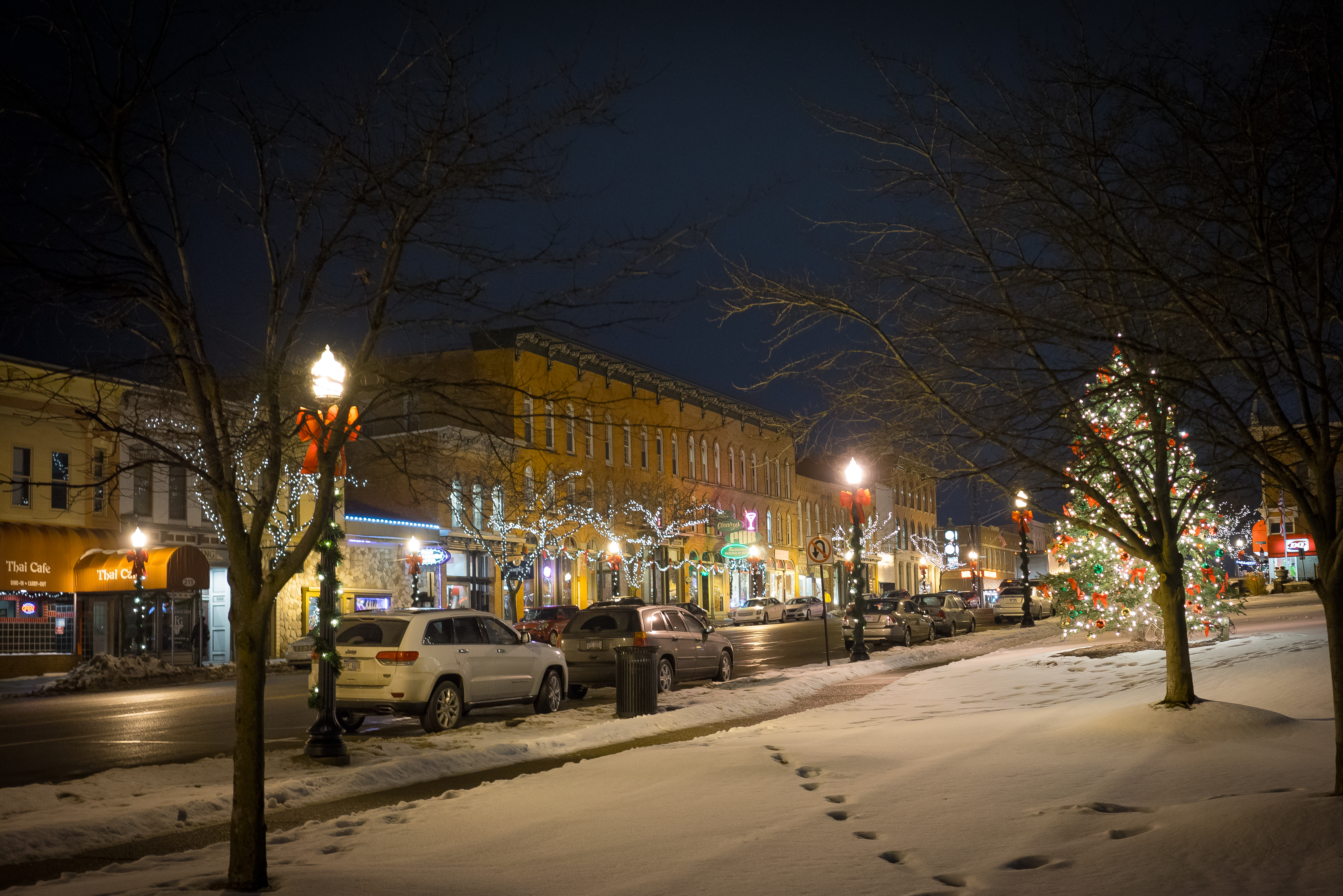
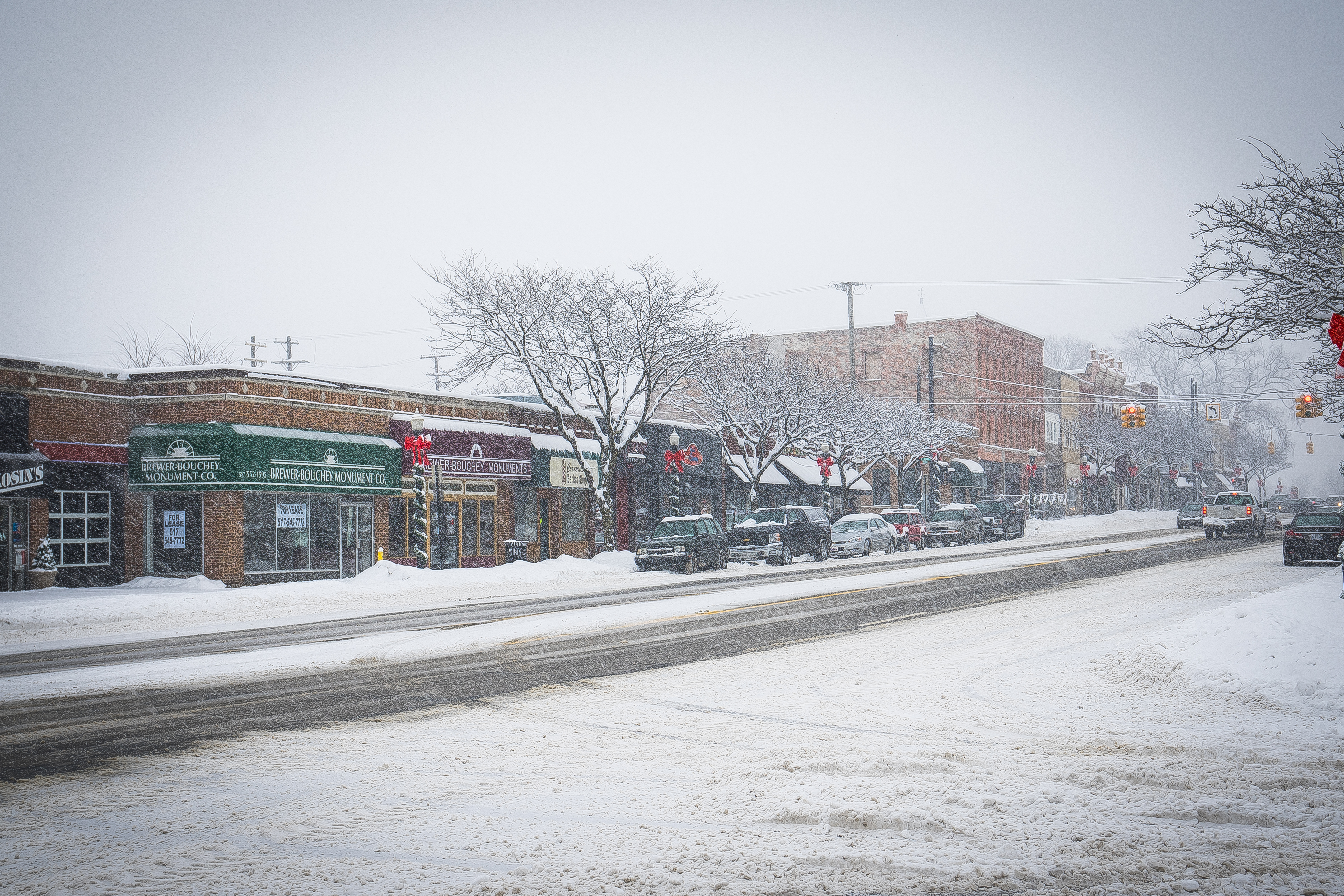
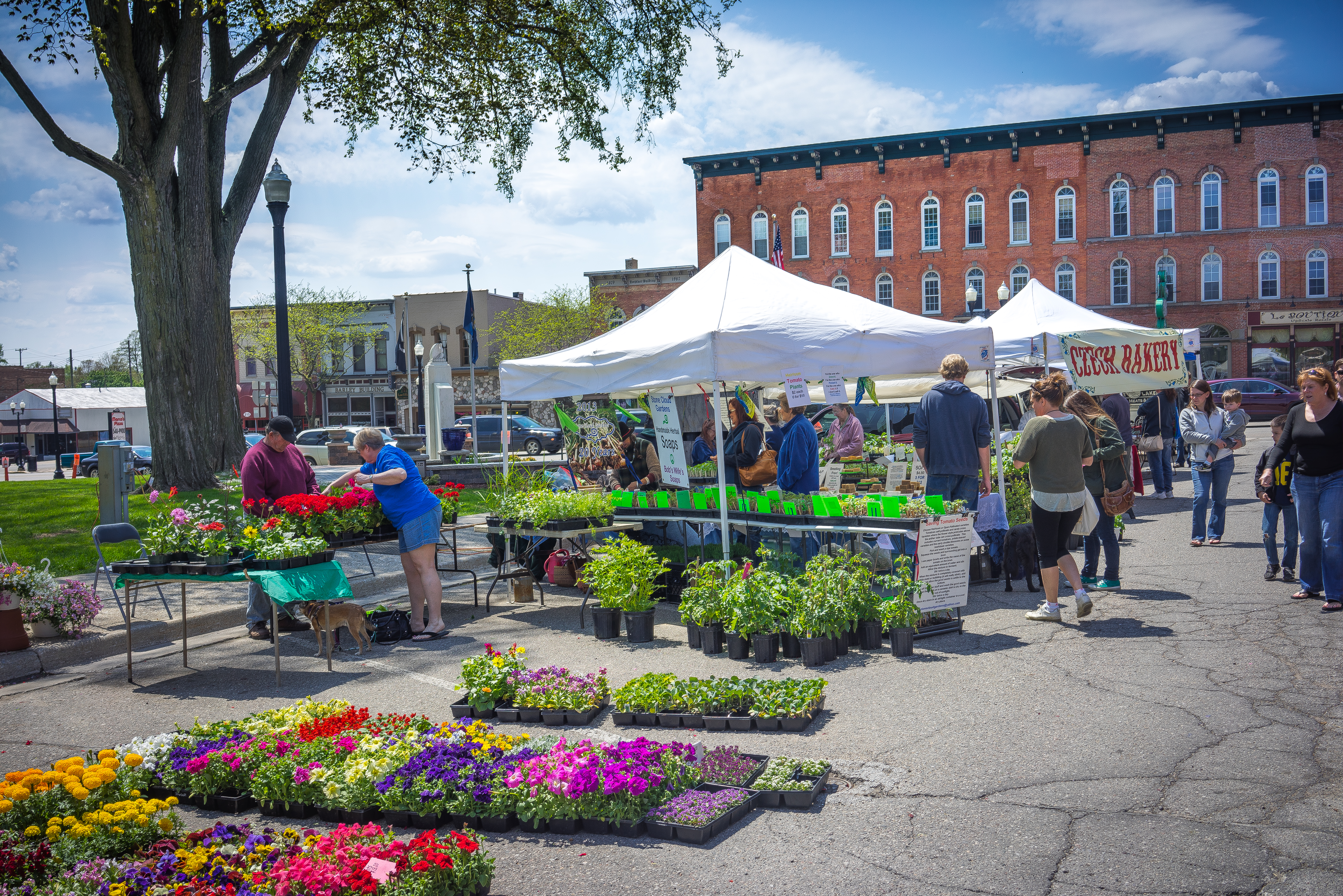
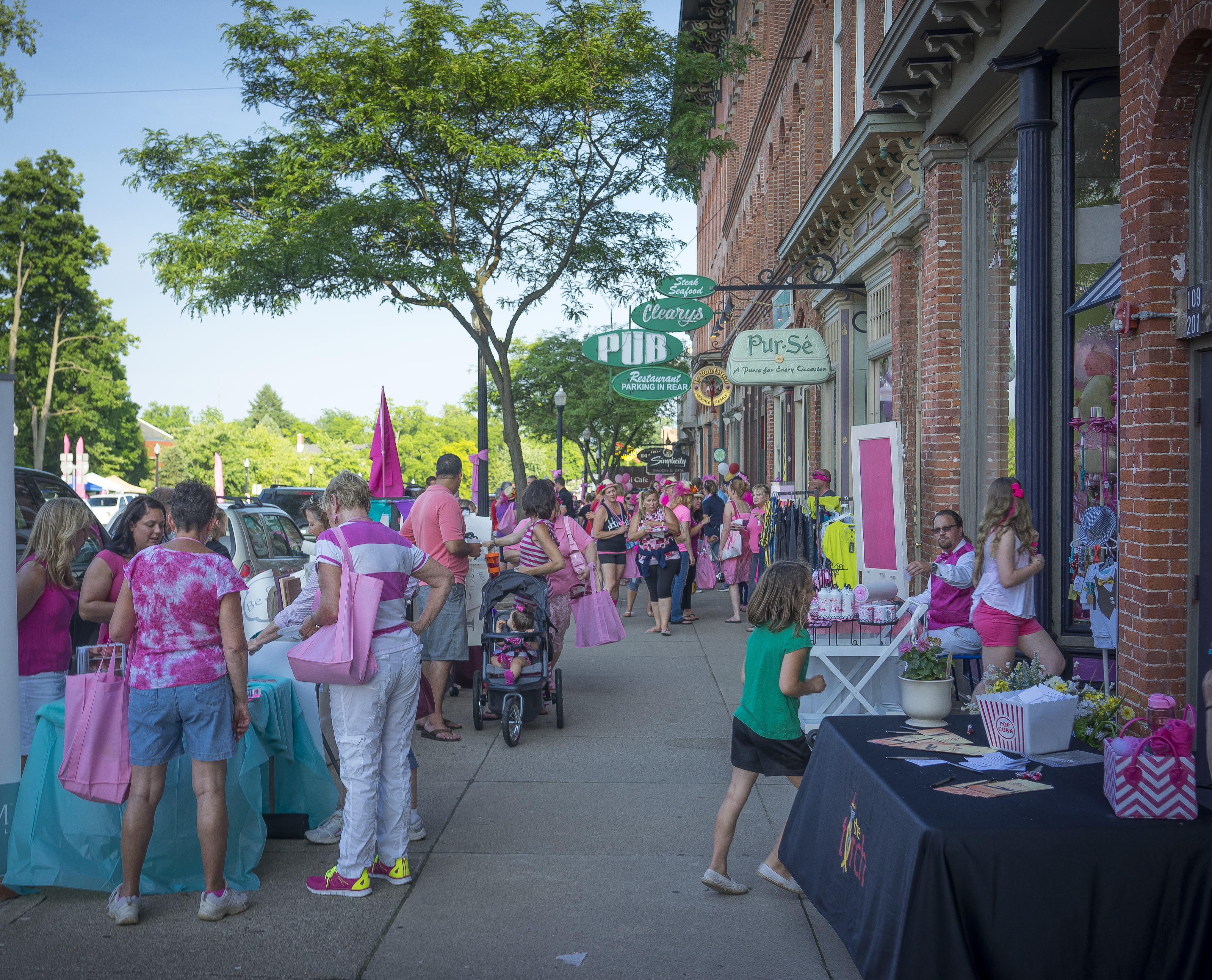
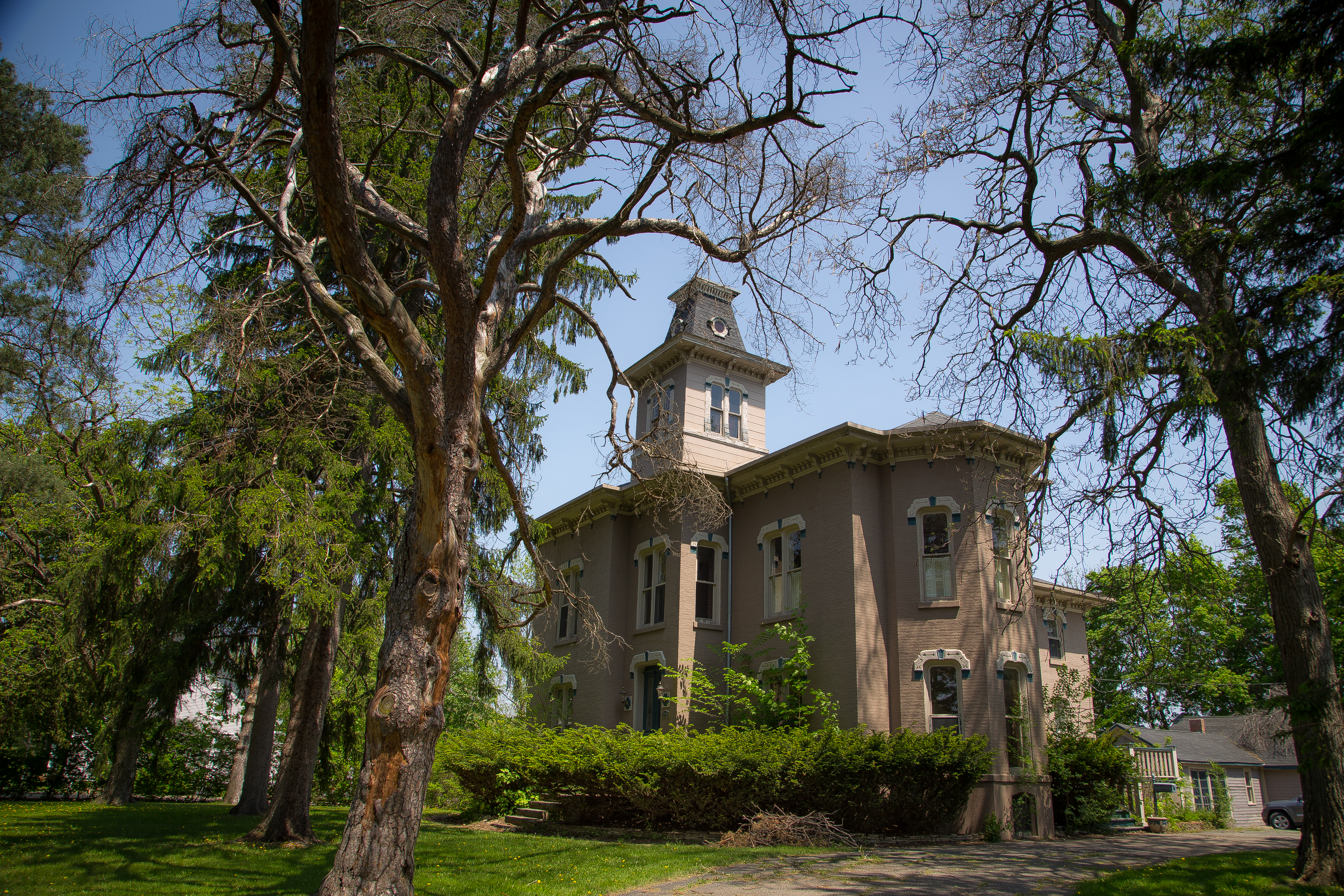
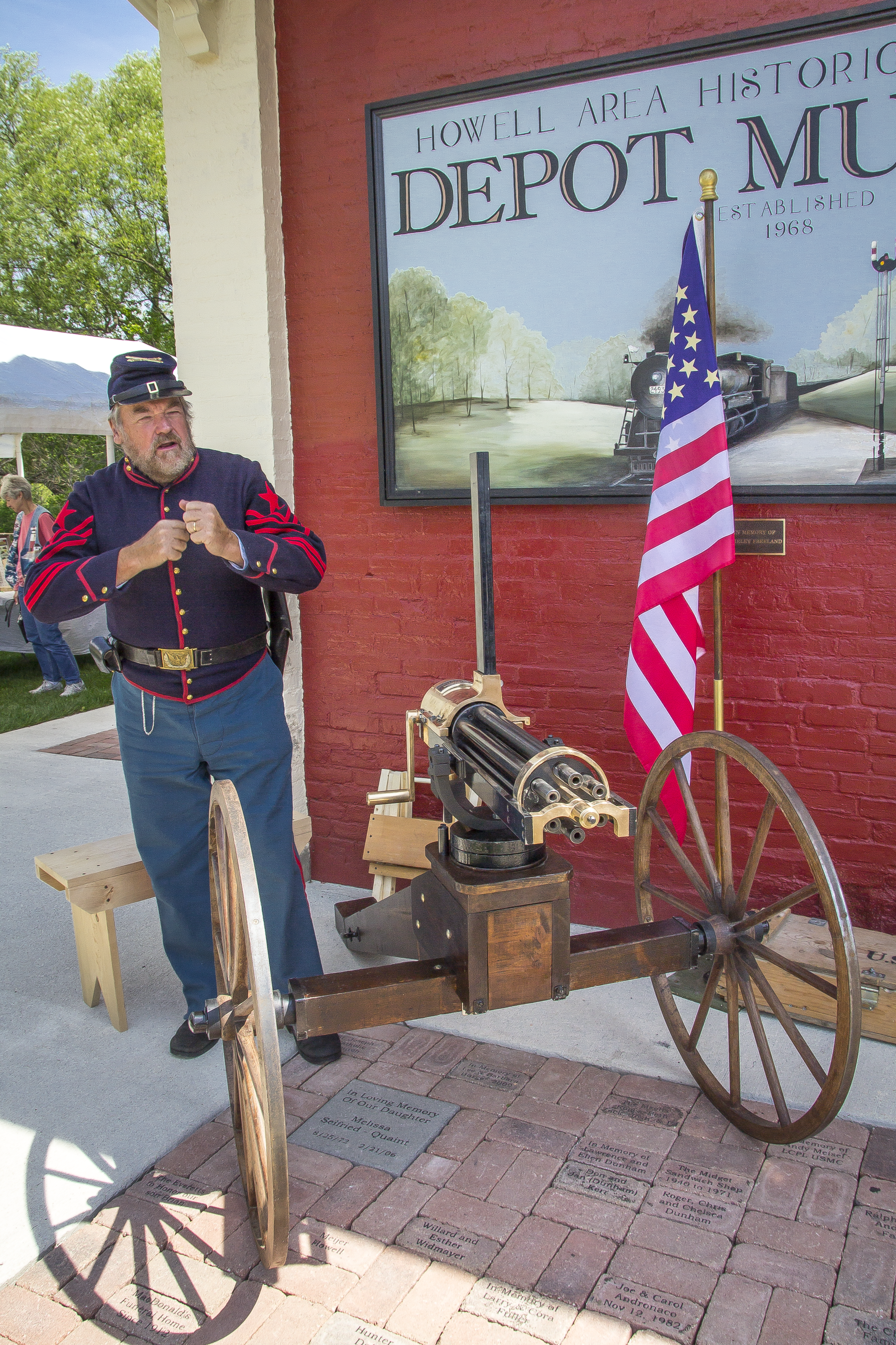
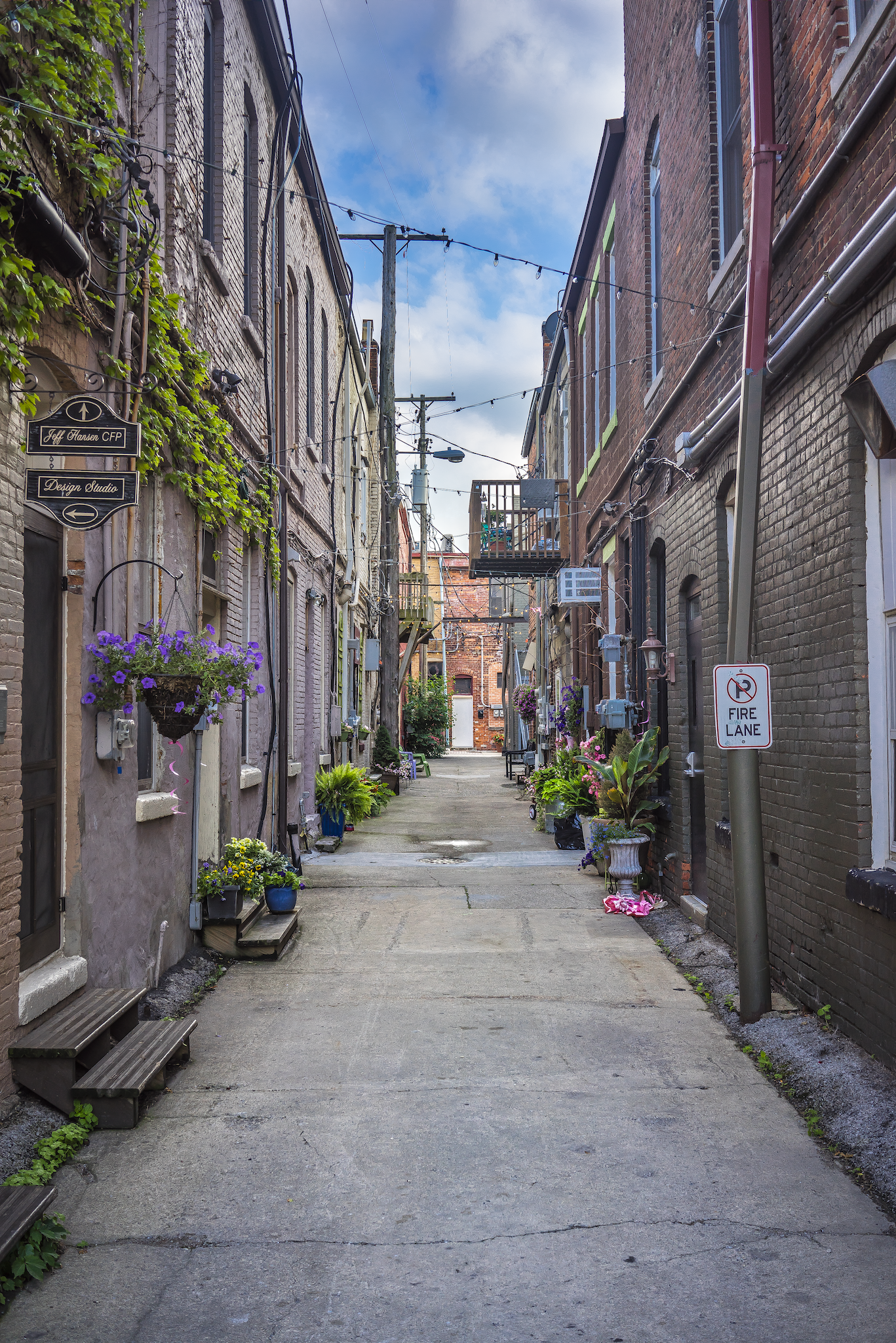
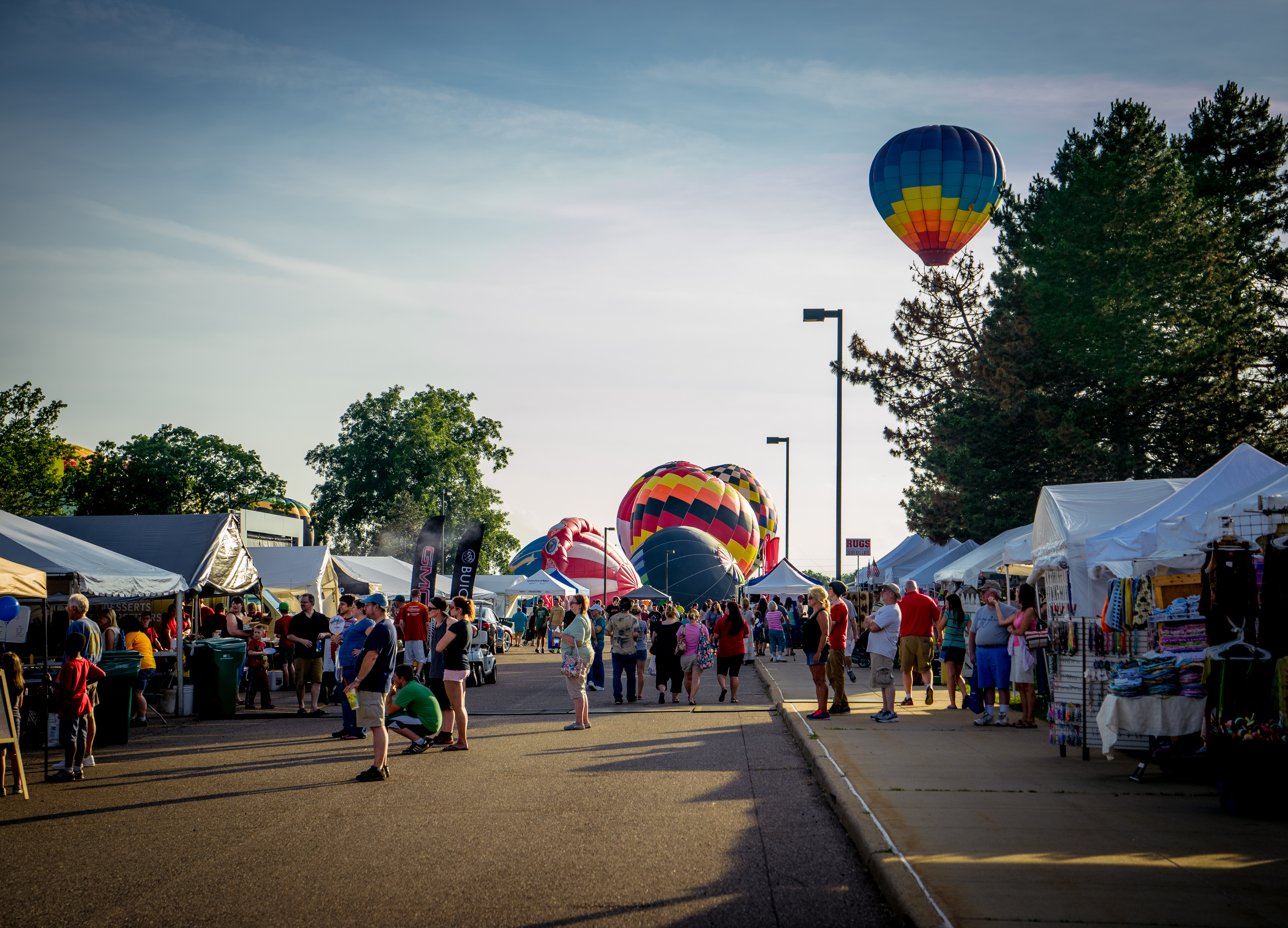
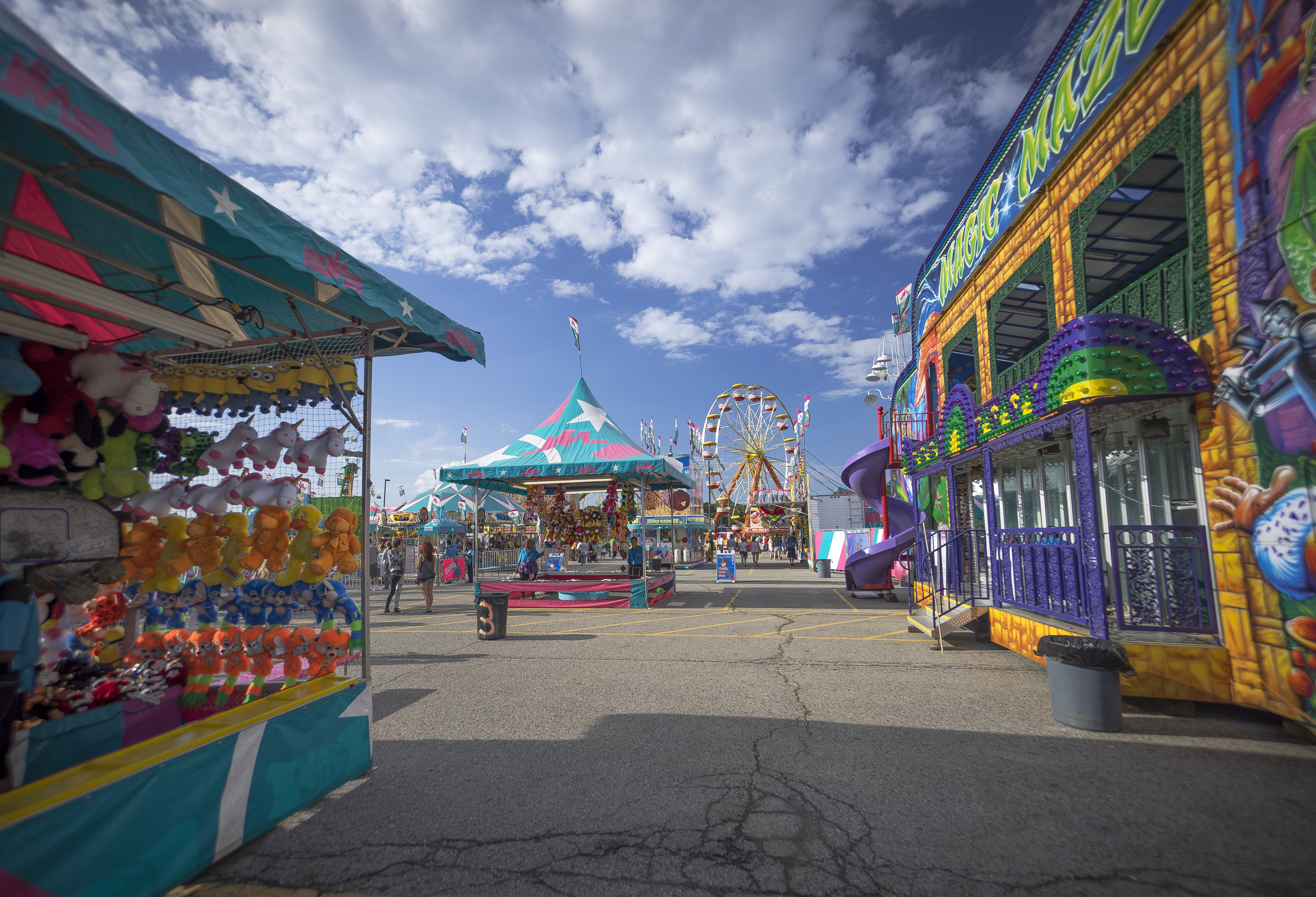
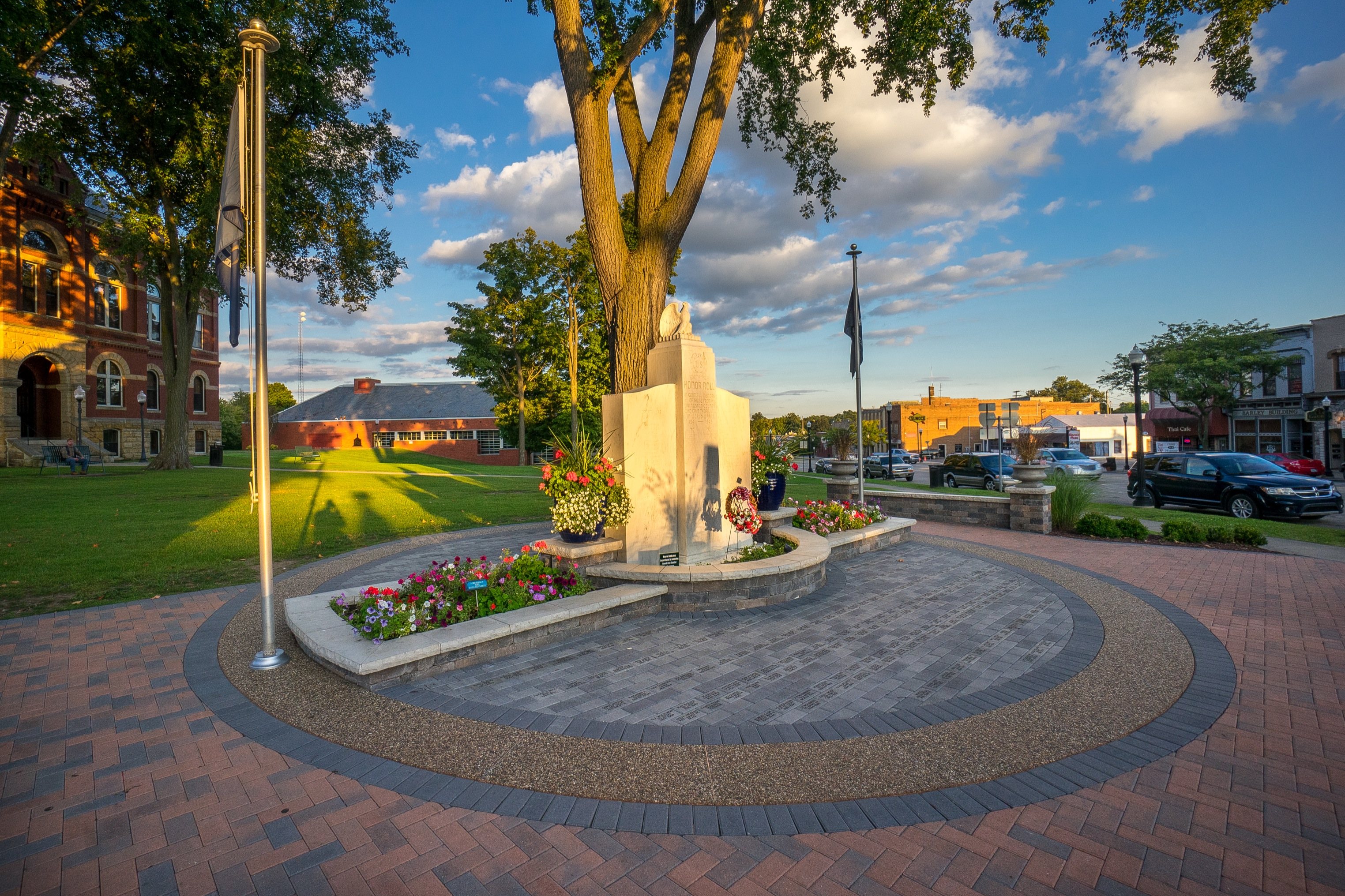
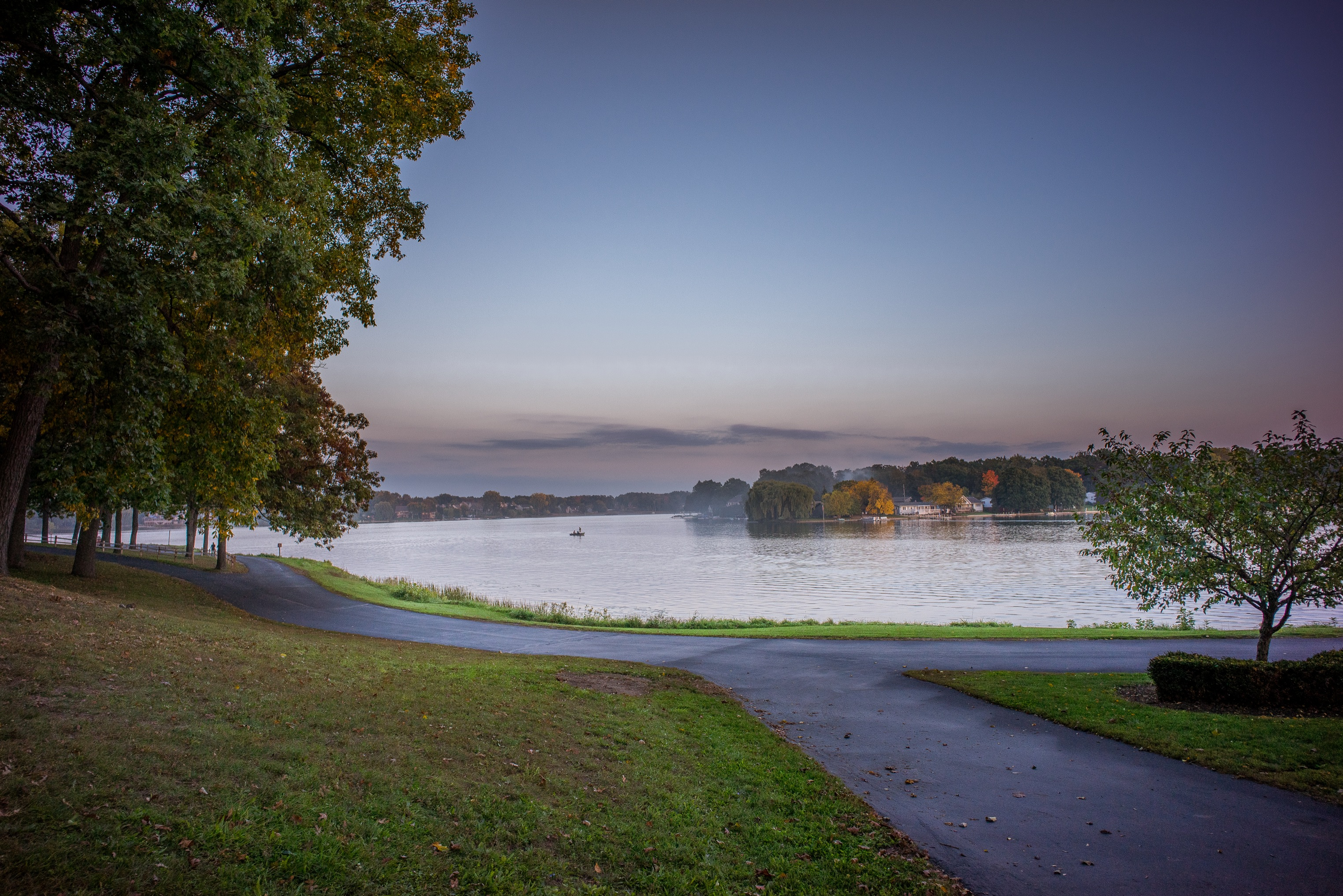
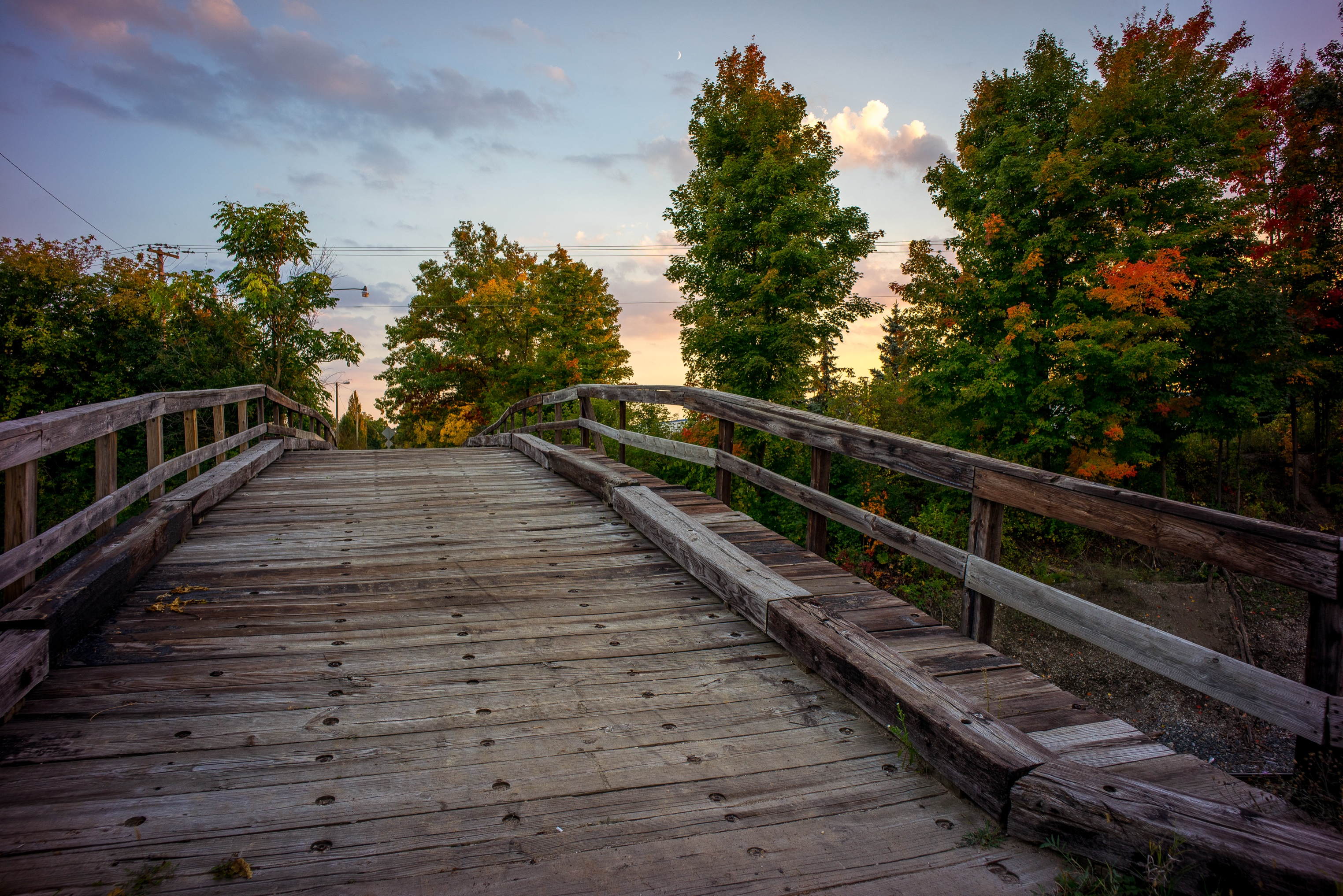
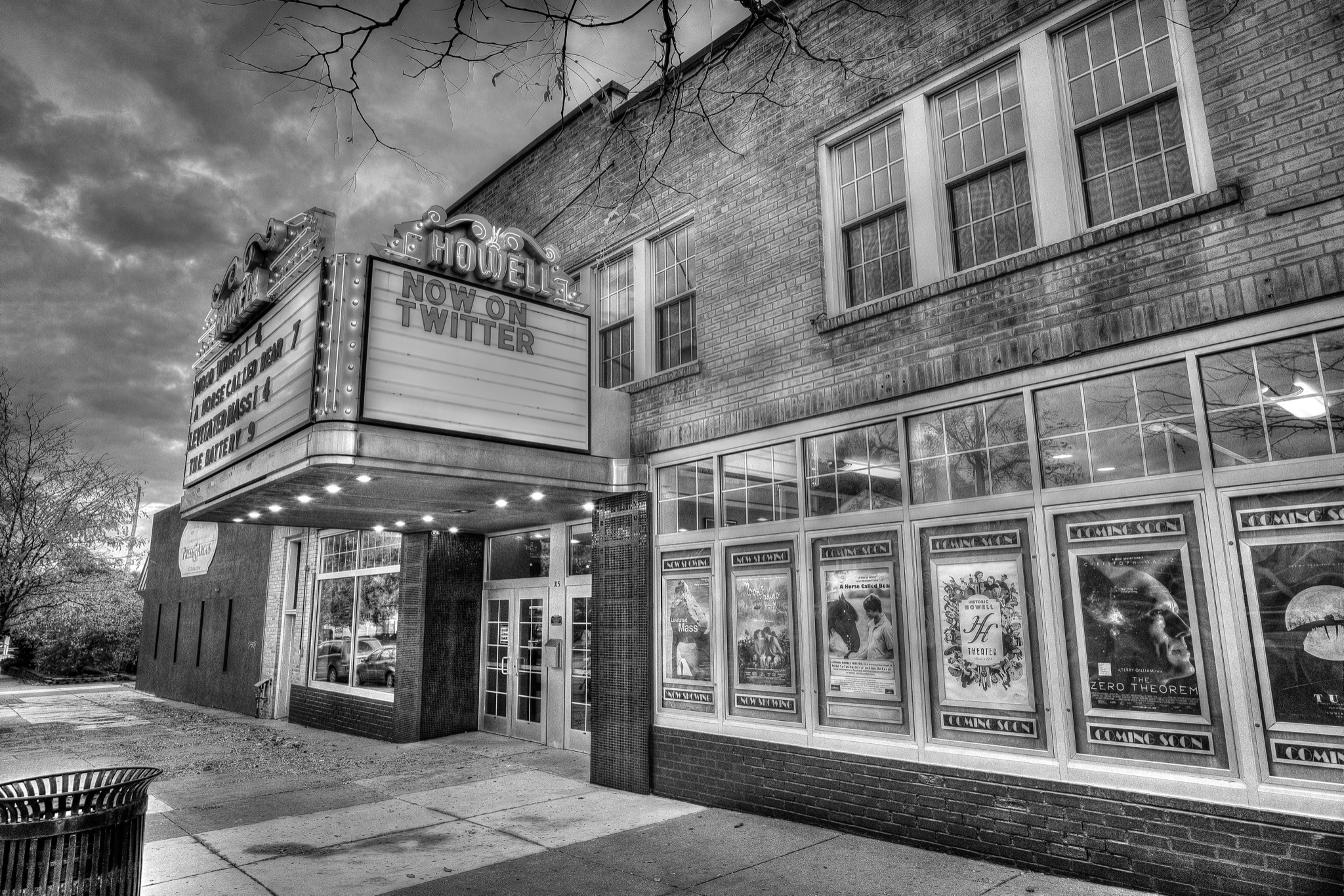
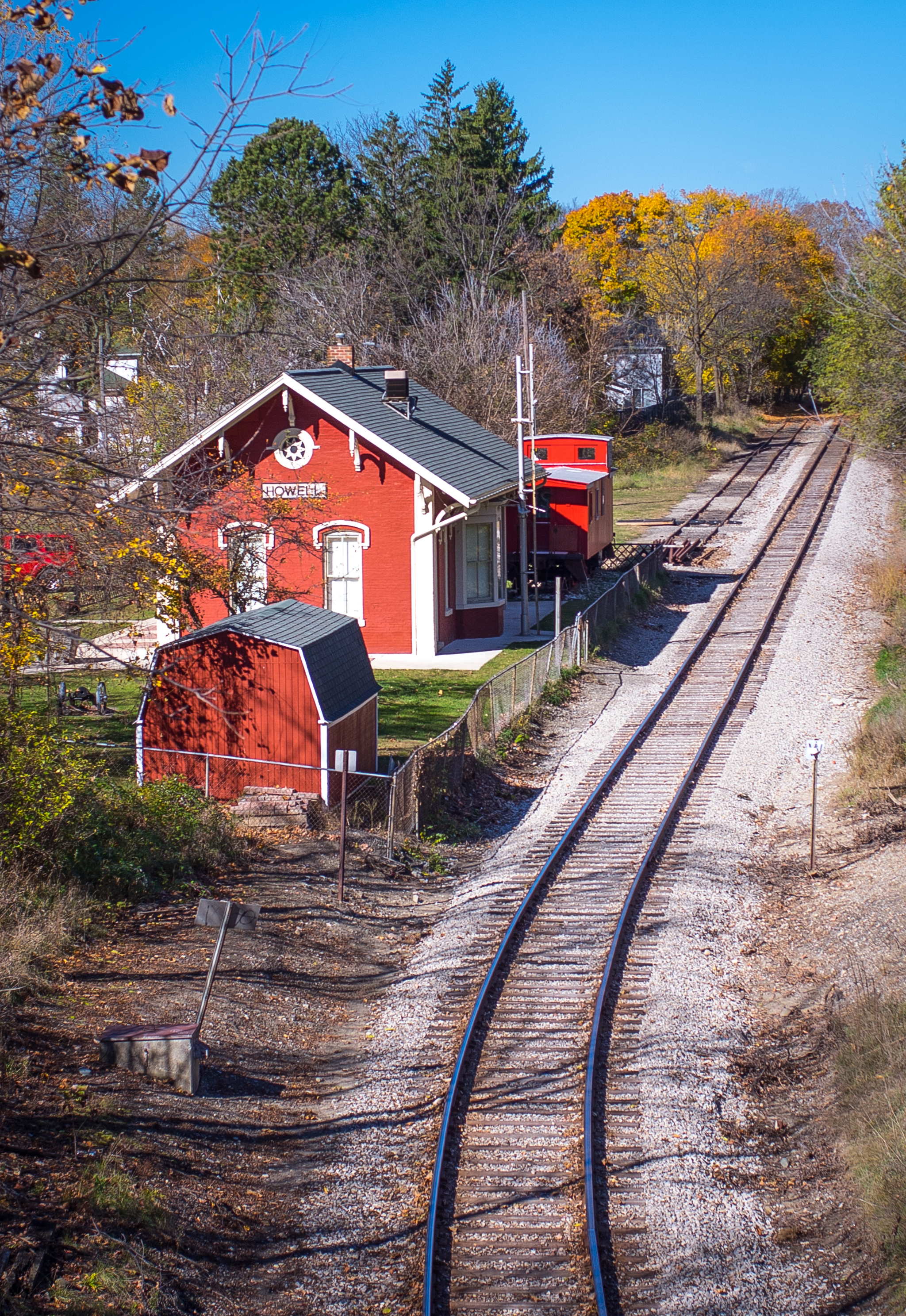
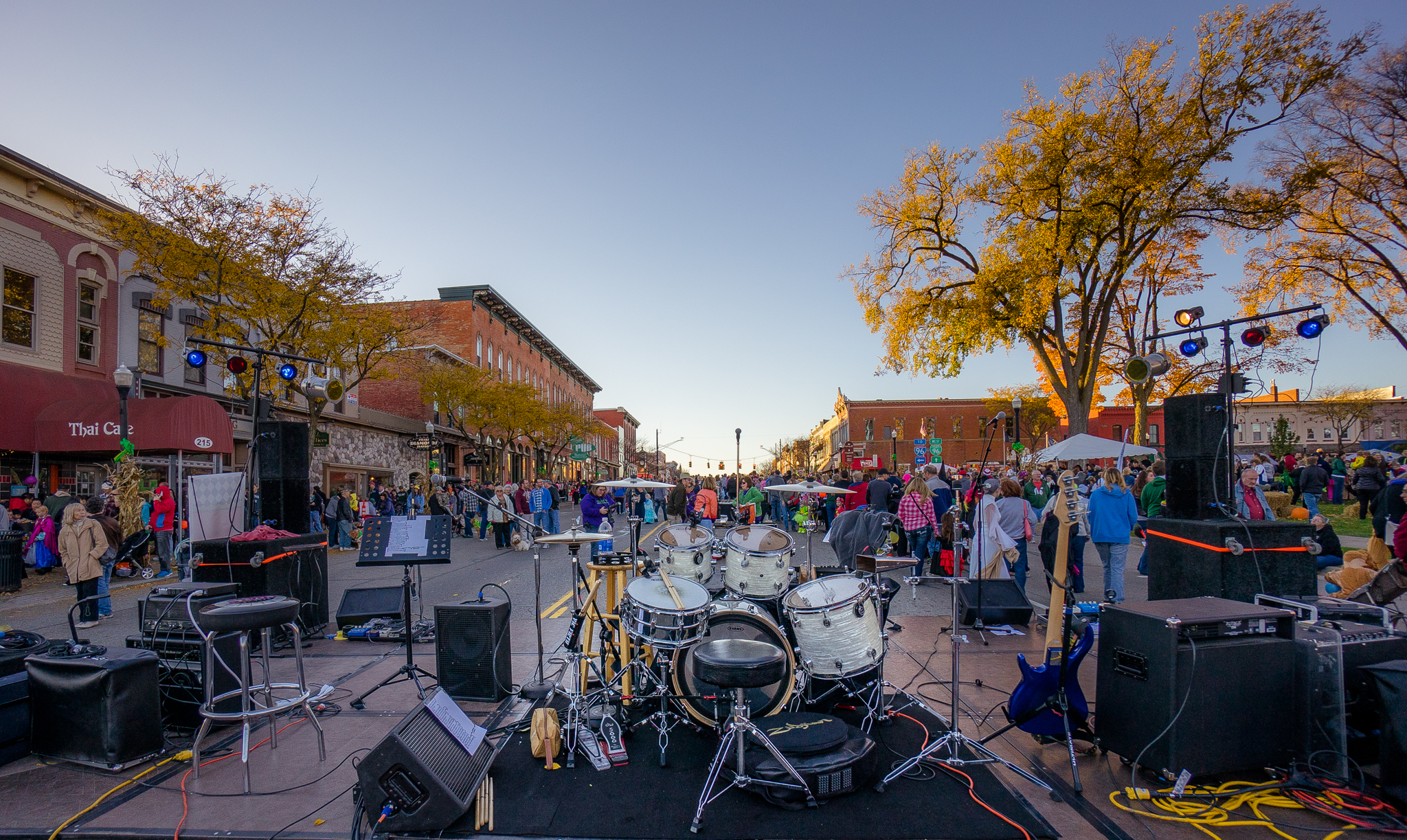
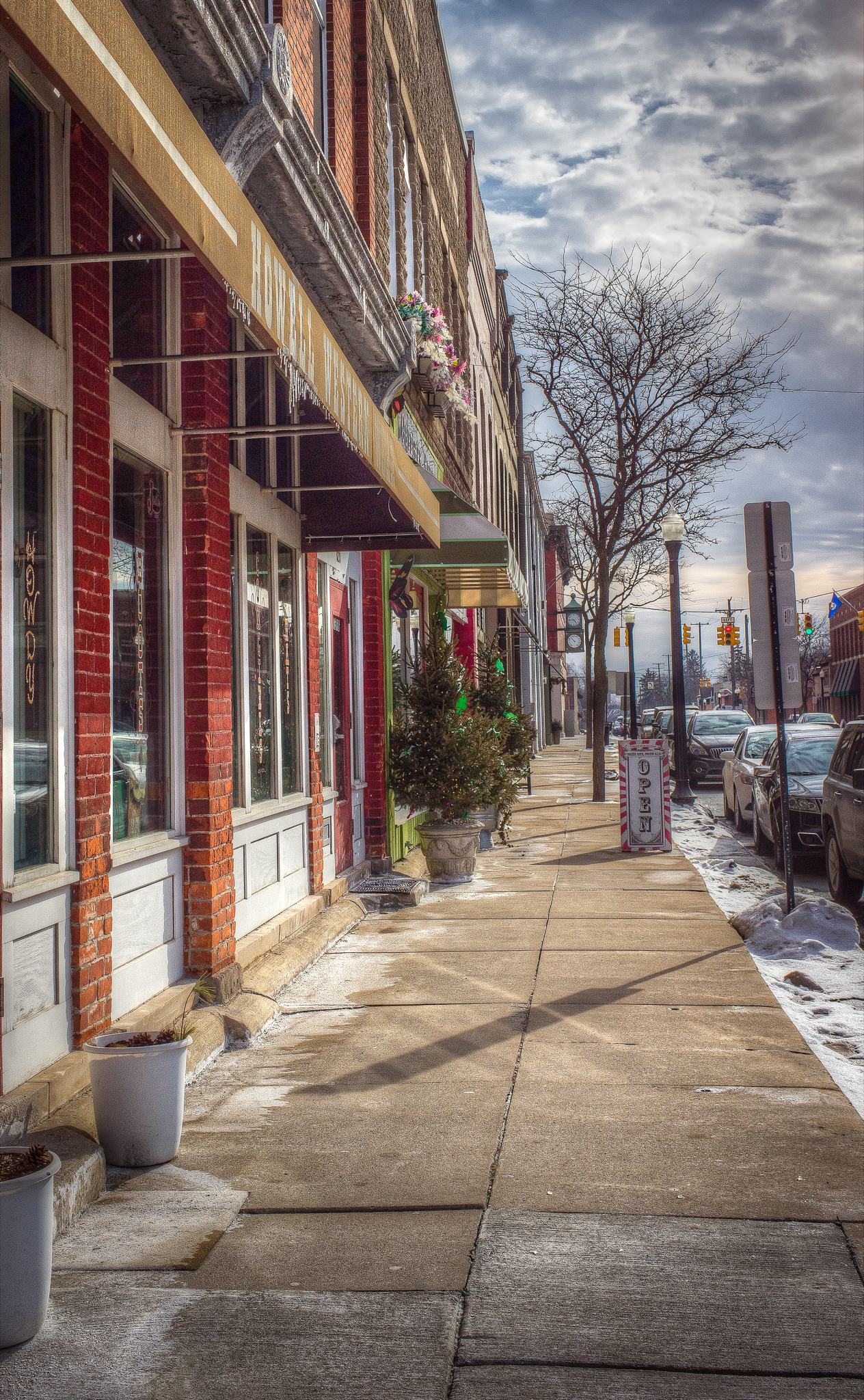
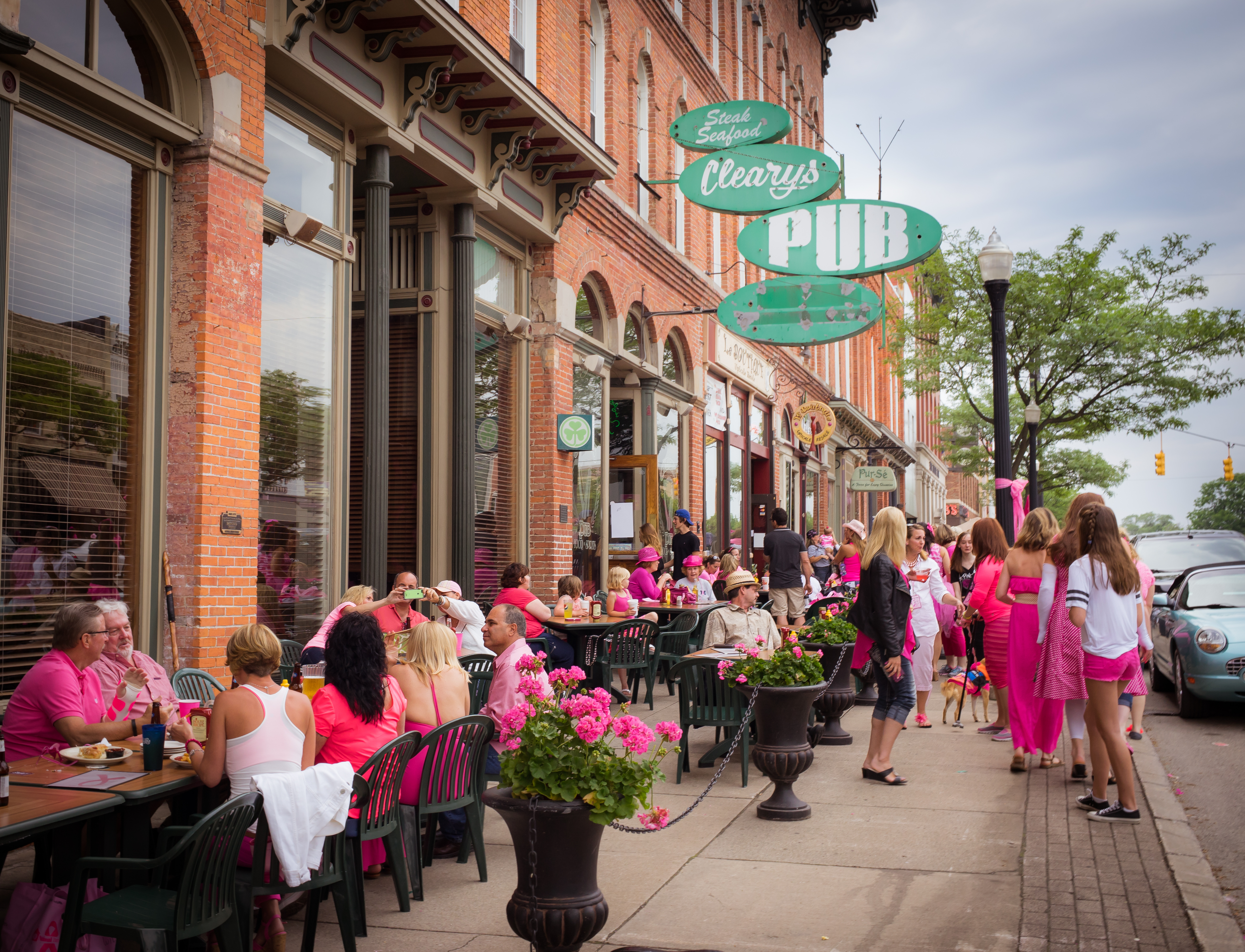
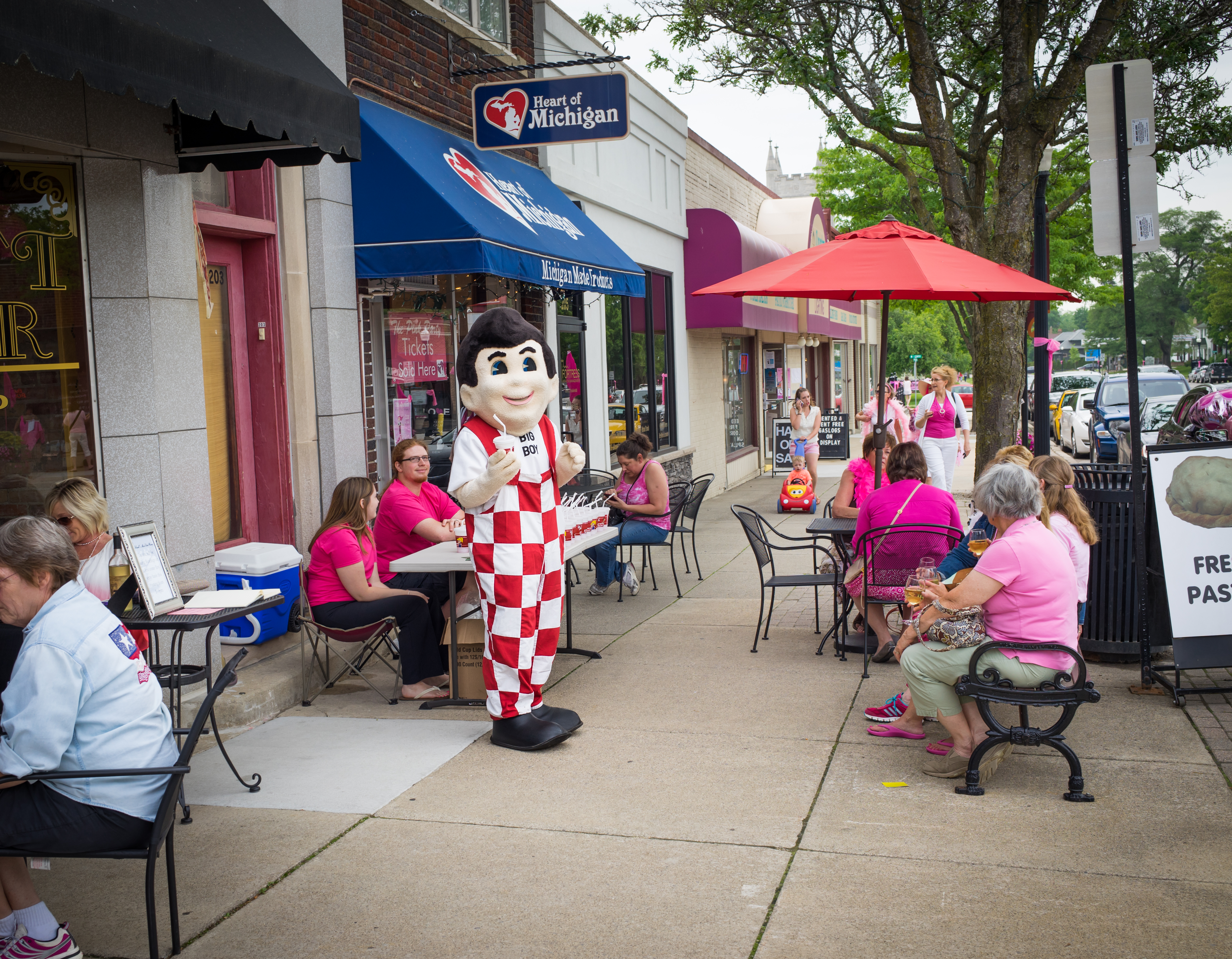
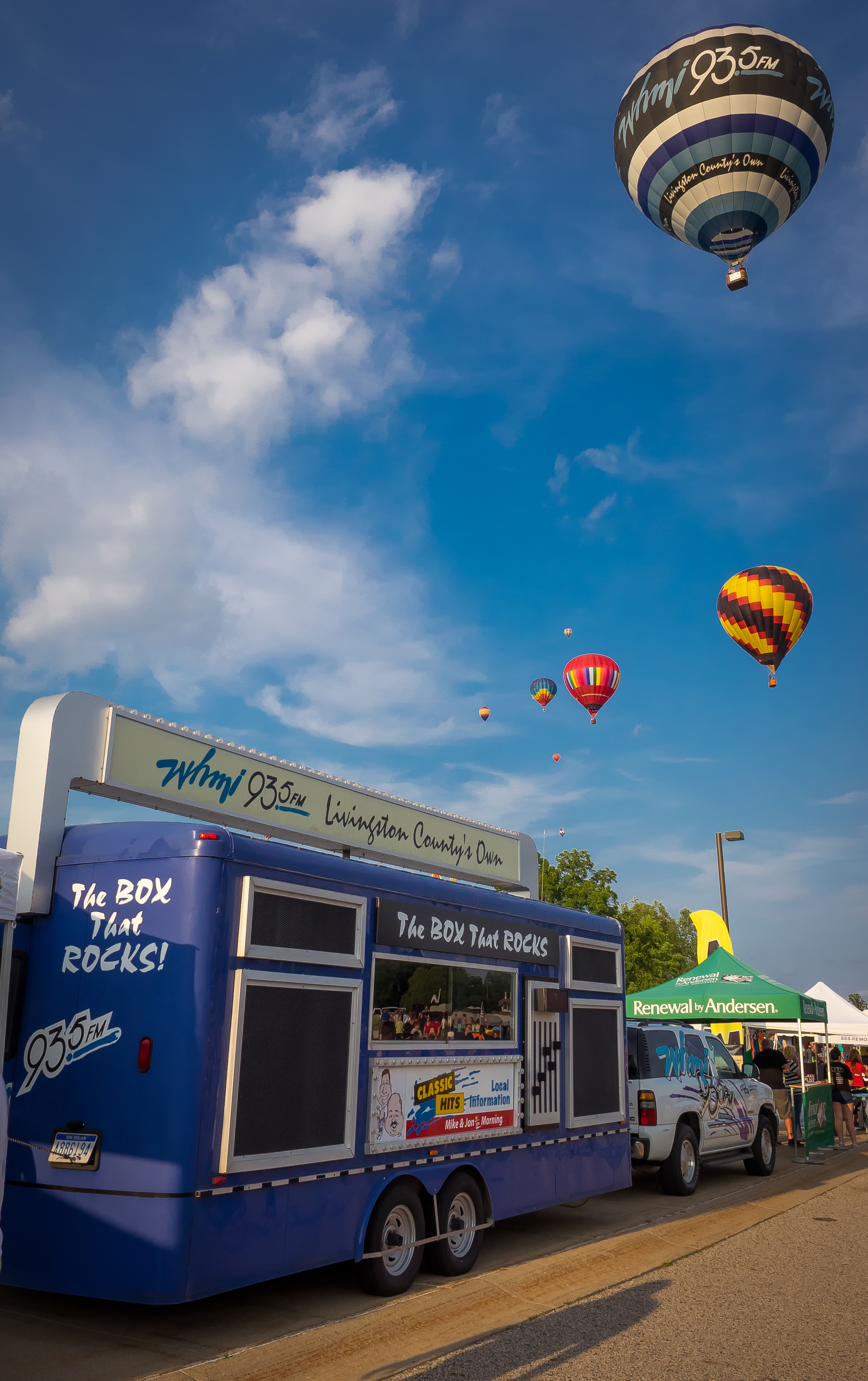
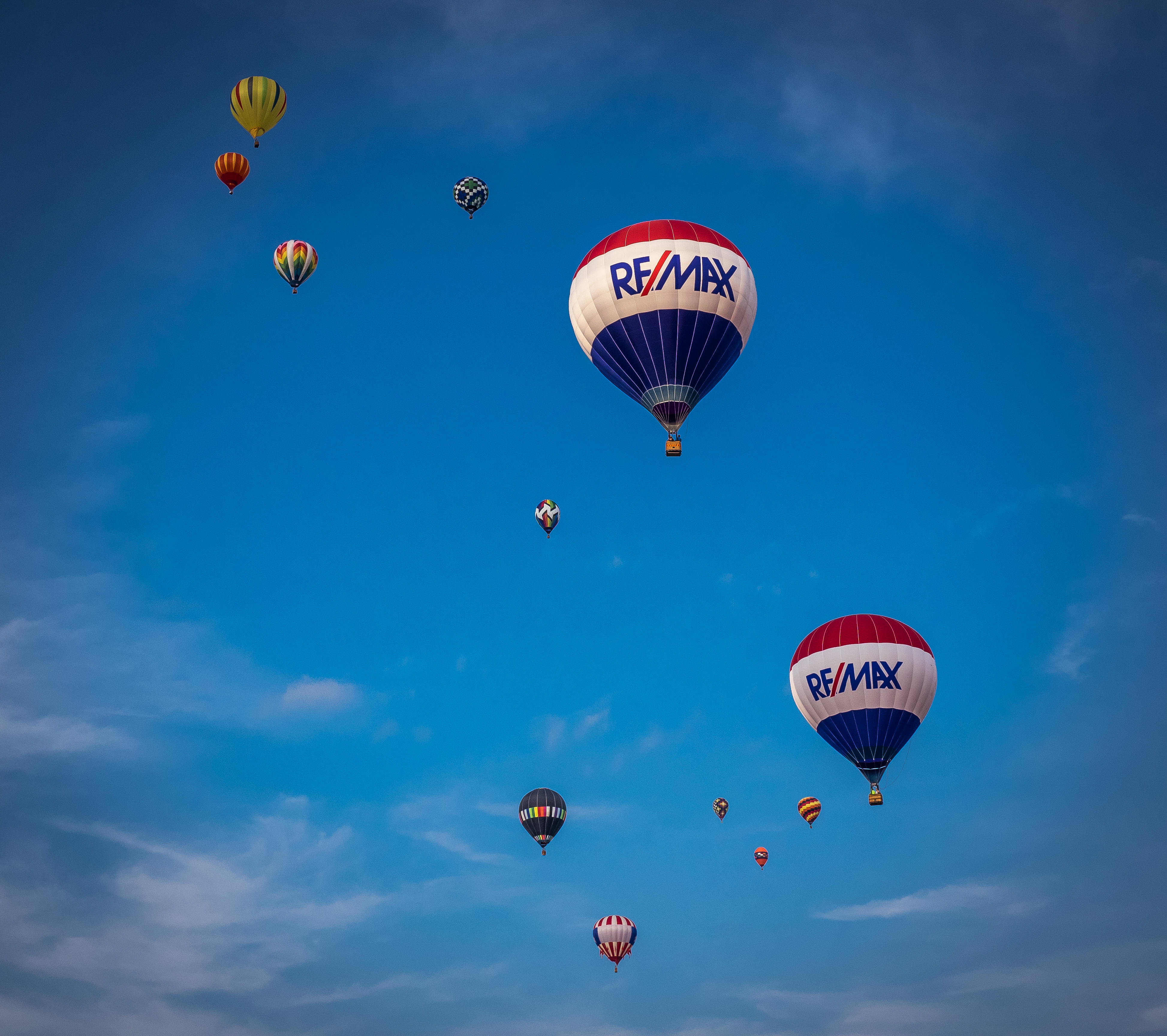
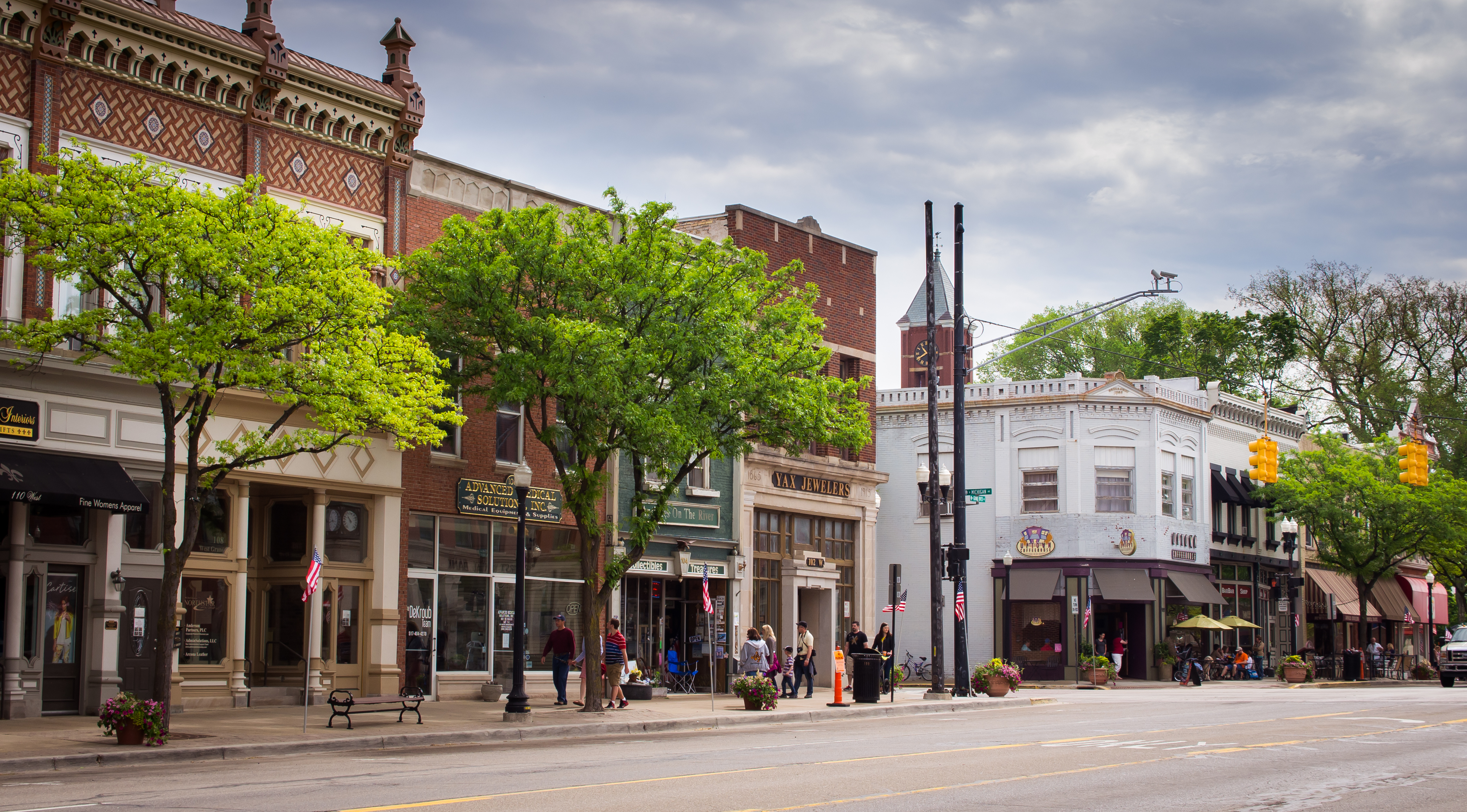
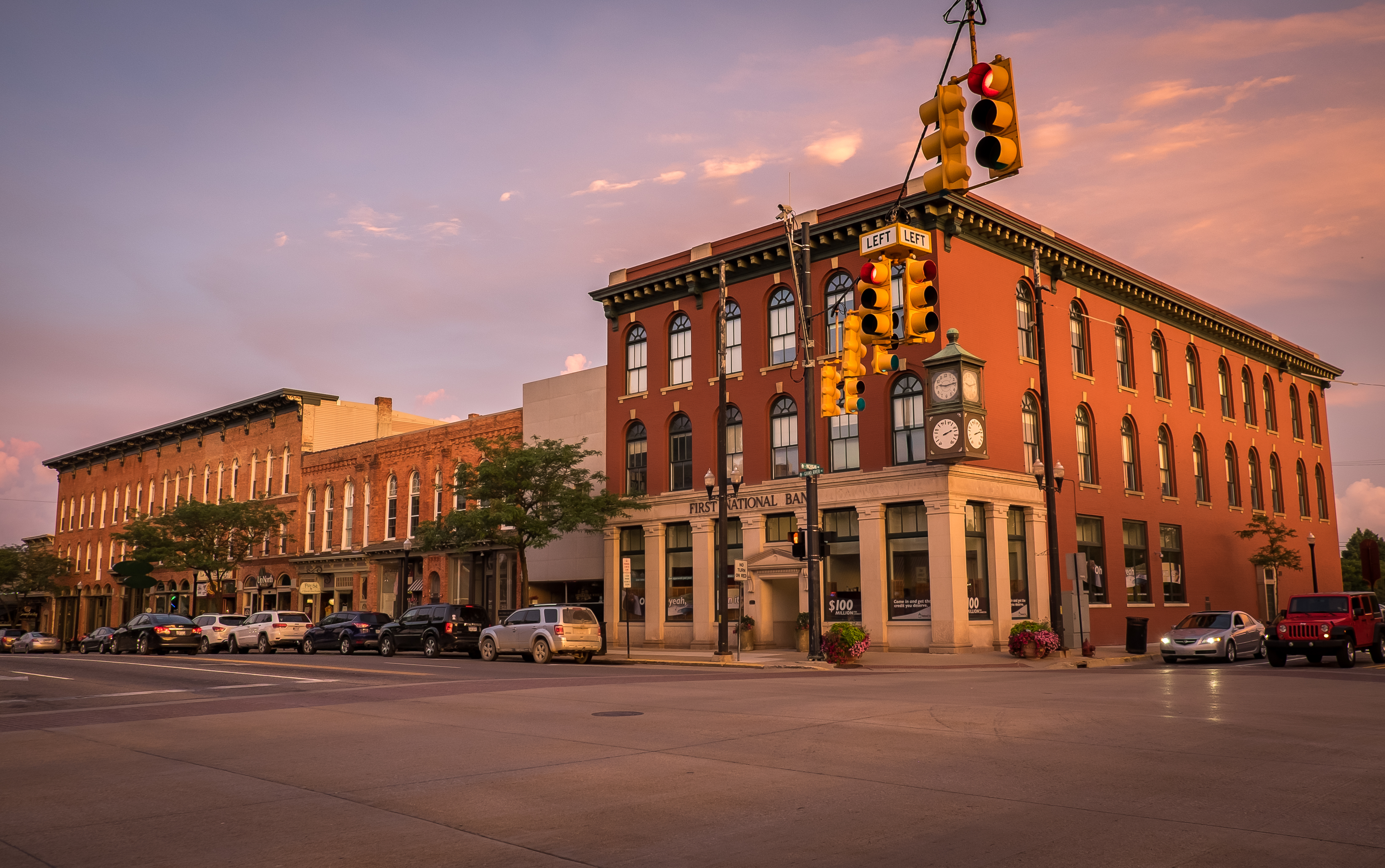